# IX. Károly nagy körutazása

IX. Károly nagy körutazásának térképe. Zöld vonallal az 1565 júniusáig, pirossal az utána megtett szakaszok; a fekete pöttyök a fontosabb állomásokat jelölik

IX. Károly nagy körutazása (franciául le grand tour de France de Charles IX) a kiskorú IX. Károly francia király (ur. 1560–1574) Franciaország jelentős részét érintő látogatássorozata volt, ami 1564. január 24-én indult Párizsból, és 1566. május 1-jén ért véget a fővárosba való visszaérkezéssel. A különleges eseményt Medici Katalin, a régens anyakirályné szervezte fia számára az első vallásháborút követő időszakban azzal a céllal, hogy fia megismerje országát, másrészt demonstrálja a polgárháború után a királyi hatalom erejét az alattvalók számára, egyben kikényszerítse a vallásbéke betartását.
A körút során nem jelentkeztek komoly feszültségek, és a vándorló udvar mindenhol elérte a protestánsok számára bizonyos fokú toleranciát biztosító királyi rendeletek elfogadását, ezen kívül a két rivális főúri párt vezetőit is nyilvános kibékülésre utasították. Ennek ellenére a béketeremtő törekvés nem járt tartós sikerrel, mivel az engedményeket kevesellő, katolikus elnyomástól és a spanyol szövetségi tervektől tartó hugenották 1567 őszén sikertelen összeesküvést szőttek a király elrablására (ún. meaux-i meglepetés), ez pedig a vallásháború kiújulásához vezetett.

## Előzmények

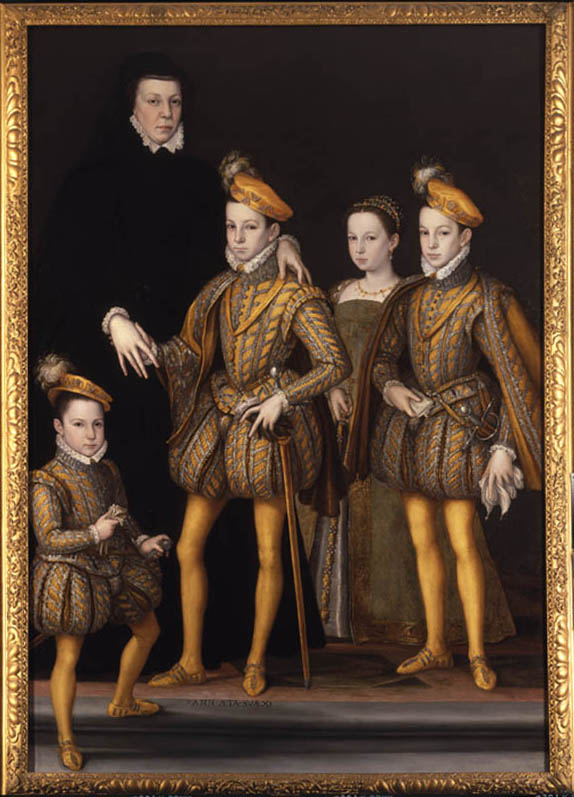
Medici Katalin régens, anyakirályné és gyermekei: Ferenc, IX. Károly király, Margit és III. Henrik 1561-ben

1559-ben egy lovagi tornán szerzett sérülésébe belehalt II. Henrik francia király, és fia, a 15 éves II. Ferenc lépett trónra. A fiatal uralkodó felesége, a skót Stuart Mária anyai rokonai, a lotaringiai Guise-család befolyása alatt állt, ami a Bourbonok és Colignyk vezette rivális, protestáns (hugenotta) arisztokrácia félelmét és ellenérzését váltotta ki. Miután 1560 februárjában a hugenották sikertelen összeesküvést szőttek, hogy az ifjú királyt kiszabadítsák a Guise-ek befolyása alól, azok véres megtorlást indítottak. Amikor az ifjú király betegségben meghalt az év végén, a trónon legidősebb öccse, a tízéves IX. Károly követte, aki mellett egyértelműen a régensi pozíciót kapó Medici Katalin anyakirálynő irányította a kormányzatot. A mérsékelt katolikus Katalin elsősorban Michel de L’Hospital kancellárra támaszkodva viszonylag toleráns politikát folytatott. Ennek jegyében 1561 őszén összehívta a poissyi kollokvium néven ismert eseményt, ahol katolikus és református egyházi vezetők és teológusok ütköztették nézeteiket, de nem sikerült kompromisszumot kötniük. A régenskormányzat ennek ellenére 1562 elején kiadta a saint-germaini ediktumot, ami a városokon kívül engedélyezte a protestáns vallásgyakorlatot.
Március 1-jén François de Guise herceg csapatai Wassy városában rátámadtak az ediktumot megsértő hugenottákra (wassyi mészárlás), ami országszerte felekezeti összecsapásokhoz és a hugenották fellázadásához, illetve városfoglalásaihoz vezetett. A kitörő vallásháború döntő összecsapása decemberben zajlott le Dreux-nél: a királyi sereget vezető ún. katolikus triumvirátus tagjai közül Saint-André marsall elesett, Anne de Montmorency főparancsnok pedig fogságba került; ugyanekkor a protestánsokat vezető Condé herceg a Guise hercege által győzelemre vitt katolikusok foglya lett. A királyi sereg Orléans ostromára vonult, ahol februárban Guise hercegét orvul meggyilkolták. A két tábor szélsőséges vezetőinek halála, illetve fogsága lehetőséget adott Medici Katalinnak a mérsékelt politika érvényre juttatására. 1563. március 19-én a király aláírta a megbékélésinek nevezett amboise-i ediktumot, amelyben megerősítette a saint-germaini feltételeket, továbbá amnesztiát adott Condénak és híveinek. Békepolitikájában a kancellár mellett a mérsékelt katolikus Montmorencyre (és befolyásos családjára), a Saint-André helyére marsallá kinevezett François de Scépeaux metzi helytartóra, illetve az 1563-ban szintén marsallbottal jutalmazott Imbert de La Platière-re is támaszkodhatott – hármójukat bízta meg az ediktum betartatásával az ország egy-egy harmadában.

## Az utazás célja és lebonyolítása
Az anyakirályné által eltervezett utazás több célt szolgált:
- a királyi hatalom helyreállítását az ifjú király és testvérei bemutatásával szerte az országban;
- a megbékélési ediktum betartatását;
- a befolyásos Guise- és Montmorency-ház összebékítését;
- a szomszédos országok uralkodóival való találkozókat (ez csak III. Károly lotaringiai herceggel és Emánuel Filibert savoyai herceggel valósult meg, a Habsburg-házi I. Ferdinánd német-római császárral és II. Fülöp spanyol királlyal nem).

Az út közel 15000 ember mozgatását jelentette, ami magába foglalta a király és édesanyja udvartartását, a katonai kíséretet, a kormányzati tisztviselőket, a kiszolgáló és ellátó személyzetet, valamint az udvarral tartó előkelőségeket és külföldi követeket. Ennyi ember elszállásolása komoly kihívást jelentett. Az uralkodó rendszerint az adott település legelőkelőbb lakóházában szállt meg, amelynek tulajdonosa kénytelen volt máshol megszállni – sok esetben azonban fogadókban hajtotta álomra fejét. A menet előkelő tagjai között versenyfutás zajlott a megfelelő szállásokért: jellemzően megbízottakat küldtek előre, hogy időben szállást szerezzenek nekik.
Az út során egyedül La Rochelle protestáns lakossága mutatott nyílt elégedetlenséget, a többi területen tisztelettel fogadták a megbékélési politikát folytató régenskirálynőt és királyi gyermekét.

## Összefoglalás
Károly 1564. január 24-én hagyta el Párizst, majd január 31–március 13. között a fontainebleau-i kastélyban tartózkodott; a körút csak ezután vette igazán kezdetét. A régens anyakirályné, Medici Katalin szervezte körút a királyság vallási konfliktustól leginkább megtépázott részeit érintette. Az udvar először kelet felé indult, Champagne-ba (hosszabb megállók: Troyes, március 23–április 16., Châlons, április 20–26.), ahonnan átlépett a Bari Hercegség területére (április 30–május 12.). Itt találkozott sógorával, III. Károly lotaringiai herceggel. Champagne-ba visszatérve Burgundia felé indult tovább, itt Dijonban töltött hosszabb időt (május 22–27.). Dél felé fordulva egy egész hónapot Lyonban töltött (június 9–július 9.), miközben fogadta nagynénje férjét, Emánuel Filibert savoyai herceget. Ezután Dauphiné tartományban, Roussillon városában is közel egy hónapig időzött (július 17–augusztus 15.). IX. Károly betegsége miatt Valence (augusztus 22–szeptember 2.) és L’Étoile (szeptember 2–13.) településeken is hosszabb pihenőkre volt szükség. A pápai államhoz tartozó Comtat Venaissin fővárosában, Avignonban három hetet töltött Alessandro Farnese bíboros, pápai legátus vendégeként (szeptember 24–október 16.), majd Provence-ba érkezett. Itt Aix-ben (október 19–24.), Hyères és Toulon környékén (október 28–november 4.), Marseille-ben (november 6–13.) és Arles-ban (november 16–december 7.) állt meg hosszabban.
Az újév Languedoc-ban érte a menetet: a fontosabb tartományi megállók Montpellier (december 16–30.), Narbonne (1565. január 4–11., kirándulással a spanyol határra), Carcassonne (január 12–26., alapvetően a hóhelyzet miatt) és Toulouse (január 31–március 19.) voltak. A menet a délnyugati Guyenne tartomány területén először Bordeaux-ban telepedett le hosszabb időre (április 1–május 3.), majd az udvar az Atlanti-óceán partján a spanyol határra vonult. Itt került sor a hosszú, érzelmes bayonne-i találkozóra a király nővérével, Valois Erzsébet spanyol királynéval és a meghívást elhárító II. Fülöp követével, Alba hercegével (május 29–július 12.), ami a francia kormányzat protestánsokkal szembeni engedékenységét nem tűrő spanyolok ellenállása miatt nem járt a két királyság viszonyának szorosabbra fűzésével. Északra indulva a király Mont-de-Marsanban töltött több napot (július 18–23.), majd a nyugati tartományokat szelte át észak felé haladva. Huzamosabb időre csak Cognac (augusztus 21–szeptember 1.) és La Rochelle városában állt meg (szeptember 13–18.), mielőtt a Loire-völgybe ért volna. Itt először csak áthaladt Bretagne felé, ahol Nantes-ban (október 11–15.) és Châteaubriant-ban (október 16–november 3.) állt meg több napra, majd visszatért a Loire menti tartományokba. Itt egyetlen számottevő megállója Tours-ban volt (november 20–december 1.), mielőtt továbbhaladt volna Közép-Franciaország, Bourbonnais és Auvergne felé. Az egész körutazás leghosszabb megállója Moulins-ban volt (1565. december 22. – 1566. március 23.), ahonnan már hosszabb pihenők nélkül tért vissza a fővárosba 1566. május 1-jén.

## Az út szakaszai
(A legfontosabb szakaszok félkövérrel kiemelve.)

### Indulás

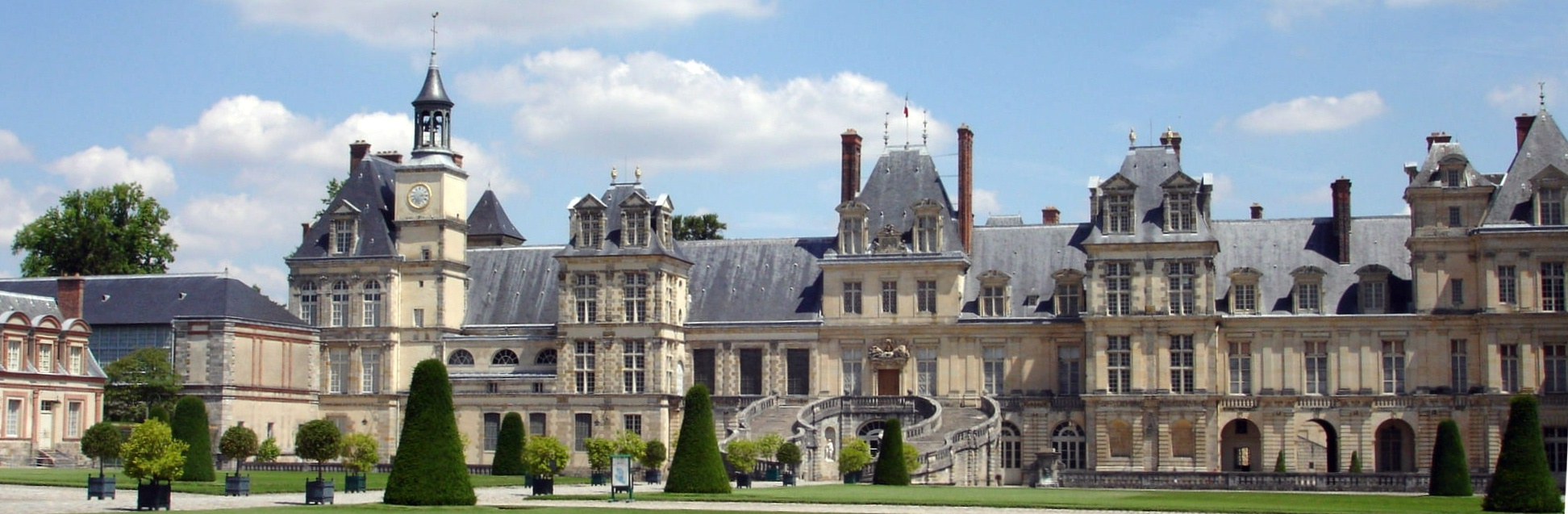
IX. Károly 1564. január 31-től március 13-ig a fontainebleau-i kastélyban szállt meg

- 1564. január 24. – indulás Párizsból a Szajna mentén dél felé.
- Saint-Maur-des-Fossés (január 24–30.) : ötnapos tartózkodás a királyné tulajdonát képező saint-mauri kastélyban.
- Corbeil (január 30–31.) : ebéd Villeneuve-Saint-Georges-ban, éjszakázás Corbeil-ben.
- Fontainebleau (január 31–március 13.) : január 31-én ebéd Lys-ben, estére érkezés a fontainebleau-i kastélyba. Másfél hónapos ittléte alatt az udvar számos pompás ünnepséget rendezett. A tényleges körutazás többek szerint csak március 13-án kezdődött, amikor az udvar elhagyta Fontainebleau-t.

### Champagne és Bar
A király elsőként keletre indult, és Champagne vidékét, valamint ezen keresztül a lotaringiai hercegek által birtokolt, részben Német-római Birodalomhoz is tartozó Bari Hercegséget látogatta meg (március 13–május 18).
- Montereau-Fault-Yonne (március 13–14.): ebéd Moret-ban, már Champagne területén. Alvás és másnap ebéd Montereau-Fault-Yonne-ban.
- Pont-sur-Yonne (március 14–15.): a király itt alszik meg, majd fahídon átkel a Yonne folyón Sens-ba.
- Sens (március 15–17.): az első meglátogatott város az utazás során.
- Villeneuve-l'Archevêque (március 17–21): ebéd Pont-sur-Vanne-ban, majd három teljes nap pihenő Villeneuve-l'Archevêque-ben.
- Saint-Lyé (március 21–23.) : ebéd Saint-Liébault-ban, március 21-én este érkezés Saint-Lyébe.
- Troyes (március 23–április 16.) : az udvar 24 napot töltött a püspöki városban. Ottléte alatt április 6-án megerősítette a békét I. Erzsébet angol királynővel. Indulás észak felé.
- Saint-Sépulcre (április 16.): alvás, másnap ebéd.
- Arcis-sur-Aube (április 17–18.): alvás, másnap ebéd.
- Poivres (április 18–19.): alvás.
- Écury-sur-Coole (április 19–20.): ebéd Dommartin-ban, alvás Écury-sur-Coole-ban.
- Châlons (április 20–26.): érkezés április 20. ebédidőben; hat nap a püspöki városban. Indulás dél felé, a Marne mentén.
- Omey (április 26–27.): alvás, másnap ebéd.
- Vitry-le-François (április 27–29.): az új város meglátogatása (a régi települést, Vitry-en-Perthois-t 1544-ben felégették V. Károly csapatai). Indulás keletre, a Saulx mentén.
- Sermaize (április 29–30.): ebéd Bignicourt-ban, este érkezés és alvás Sermaize-ben.

1564. április 30-án az uralkodó elhagyta a királyi birtokot, és belépett a Bari Hercegség területére.
- Fains (április 30–május 1.): alvás Fains-ben.
- Bar-le-Duc (május 1–9.): a király a hercegség fővárosában tartózkodik, az állam Franciaországhoz tartozó részén (Barrois mouvant). Medici Katalin találkozik vejével, Klaudia nevű lányának férjével, III. Károly lotaringiai és bari herceggel, május 7-én pedig segédkezik első unokája, a későbbi II. Henrik lotariginai herceg keresztelőjénél.
- Ligny-en-Barrois (május 9–10.): alvóhely.
- Gondrecourt (május 10–12.): a menet az Ornain mentén halad tovább dél felé, Tréveray-ben ebédel, Gondrecourt-ban éjszakázik. Másnap itt ünneplik Jézus mennybemenetelét.

IX. Károly és az udvar 1564. május 12-én tér vissza a királyi birtokra, miután 12 napot töltött Bar területén.
- Reynel (május 12–13.) : Gondrecourt elhagyását követően a király Lezéville-ben evédel, és a hegytetőn lévő reyneli várban éjszakázik.
- Chaumont-en-Bassigny (május 13–14.) : a menet elhalad Montéclair vára mellett, Andelot, közelében. A várból számos díszlövést adnak le a tiszteletére. A király Darmannes-ban ebédel, majd Chaumontban éjszakázik.
- Langres (május 15–17.) : a püspöki városból hatezren vonulnak a király fogadására.
- Montsaugeon (május 17–18.) : a király Longeau-ban ebédel, majd Montsaugeon-ban éjszakázik, ezzel zárul utolsó teljes champagne-i napja.

### Burgundia

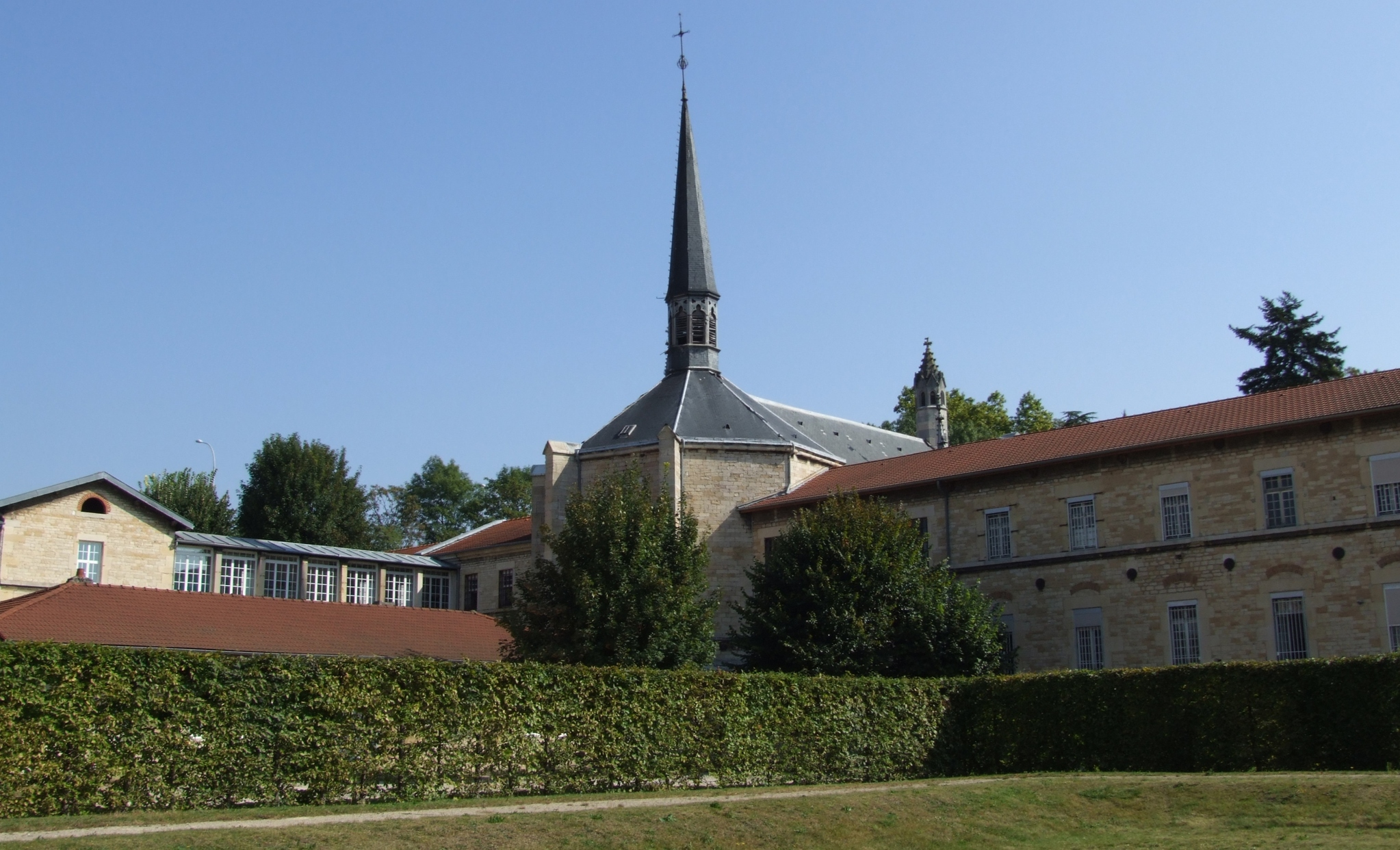
A király 1564. május 19–22. között a champmoli karthauzi kolostorban tartózkodott

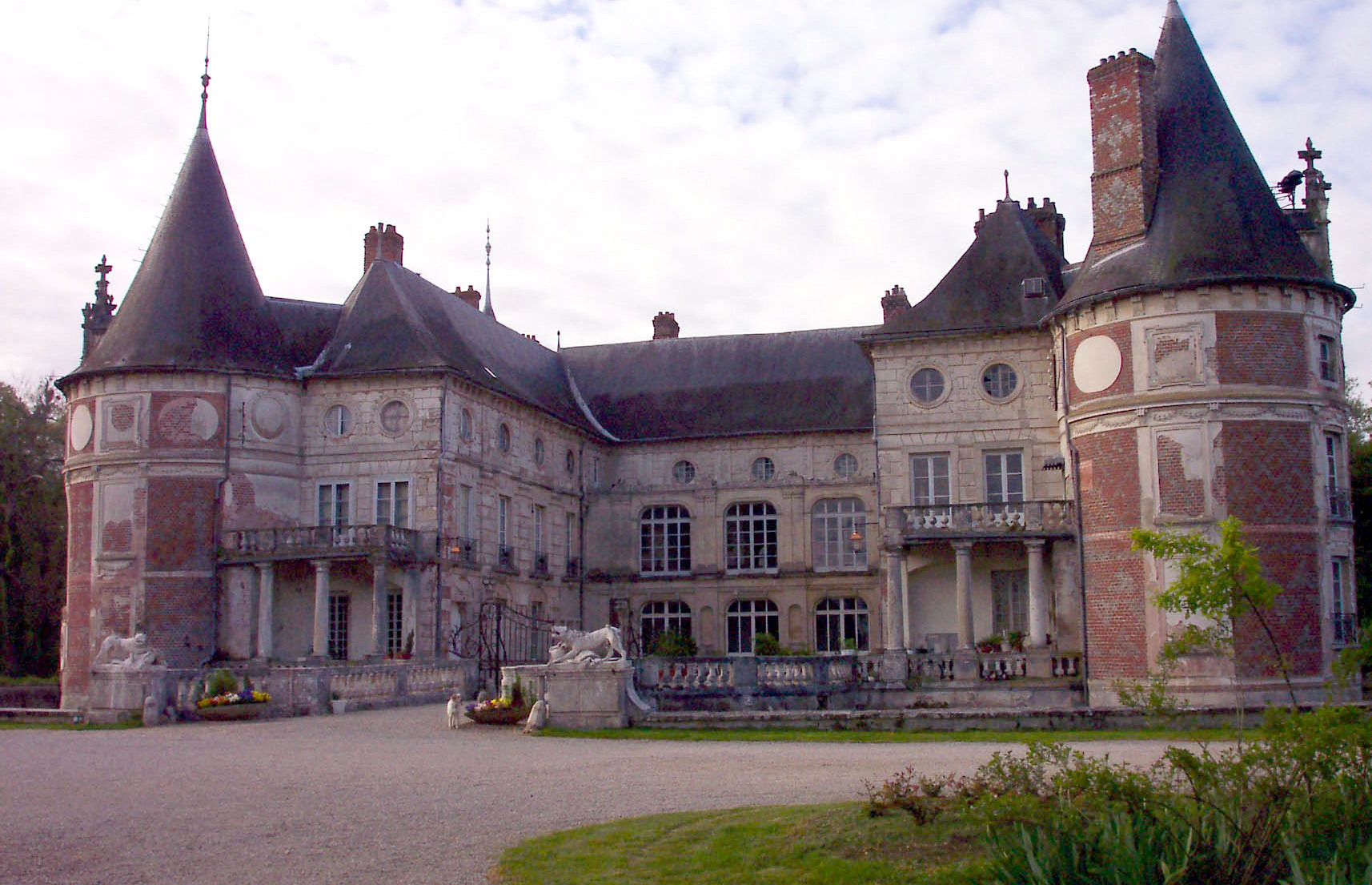
IX. Károly május 27-ről 28-ra virradó éjszaka aludt a longecourt-i kastélyban

A királyi menet május 18-án érkezett Burgundia területére, ahonnan 22 nap múlva, június 9-én távozott.
- Gemeaux (május 18–19.): a király első burgundiai megállóhelye Trichâteau (ma Til-Châtel) volt, majd Gemeaux-ban éjszakázott.
- Champmoli kolostor (május 19–22) : a királyi menet Messigny-ben ebédelt, majd a Dijon nyugati kapuja közelében lévő champmoli karthauzi kolostorban a király megtekintette a burgundi hercegek csodás sírszobrait.
- Dijon (május 22–27.): IX. Károly május 22-én bevonul a burgundi püspöki székhelyre. A dijoni parlament ellenállását letörve május 24-én beiktattatják az amboise-i ediktumot. Az ötnapos tartózkodás során egy ízben a király Gaspard de Saulx királyi helytartónál ebédelt.
- Longecourt (május 27–28.) : a Baissey-család fogadja a királyt a Longecourt-en-Plaine-i kastélyban.
- Pagny (május 28–30.): miután hajón átkelnek a Saône-on, a királyt és édesanyját Léonor Chabot-Charny gróf fogadja a pagny-i kastélyban. Kétnapos tartózkodásuk alatt házigazdájuk ünnepségeket rendez számukra.
- Ciel (május 30–31.): a király reggel hagyja el Pagny-t, átkel Seurre-ön, a Doubs-parti Saunières-ben ebédel és Cielben éjszakázik.
- Chalon (május 31–június 3.): a királyi menet diadalmenetben érkezik Chalonba. A király itt ünnepli az úrnapját június 1-jén. A konvoj június 3-án hajóra száll, hogy a Saône-on egészen Lyonig folytassa útját.
- Mâcon (június 3–9.): a hajós menet megáll a stratégiai fontosságú városban. A király június 6-án elhagyja a várost, hogy Bene grófjánál ebédeljen és vacsorázzon Pont-de Veyle-ben, majd visszatér Mâconba. Június 9-én ismét hajóra szállva elindul Lyon és a Rhône völgye felé.

### Lyon vidéke és Dauphiné
IX. Károly 1564. június 9-én érkezett Lyonba; innen távozva július 9-től Dauphiné tartományt látogatta meg, ahonnan szeptember 21-én távozott, miután Lyonnais és Dauphiné vidékén összesen 74 napot töltött.
- Lyon (június 9–július 9.): a királyi menet június 9-én érkezik az Île Barbe-on lévő apátságba, és itt száll meg. Június 10-én a városba megy, ahol Vieilleville marsallnál, ebédel, majd visszatér a szigetre. Másnap ismét visszatér a marsallhoz, ekkor nála éjszakázik, de Medici Katalin és fia ünnepélyes bevonulására csak június 13-án kerül sor. Ottlétük során végiglátogatják a hugenották által kifosztott templomokat és kolostorokat. A király aláír egy ediktumot, ami kifejezetten betiltja a protestáns vallásgyakorlatot a városban. A király itt kapja meg I. Erzsébet angol királynő követétől a Térdszalagrendet. A király és a régens több kisebb látogatást tett Lyonból. Június 29-én a firenzei származású Thomas de Gadagne Saint-Genis-Lavalban lévő, Beauregard nevű kúriájában ebédeltek és vacsoráztak. A király július 4-én Miribelben ebédre fogadta Emánuel Filibert savoyai herceget és feleségét, Valois Margitot, saját apai nagynénjét, majd társaságukban visszatért Lyonba. Július 6-án az oullins-i Perron-kastélyban ebédelt Albert de Gondinál, Medici Katalin bizalmasával. Az udvar a Lyonban április óta pusztító pestis miatt július 9-én végül Crémieu-be települt át.

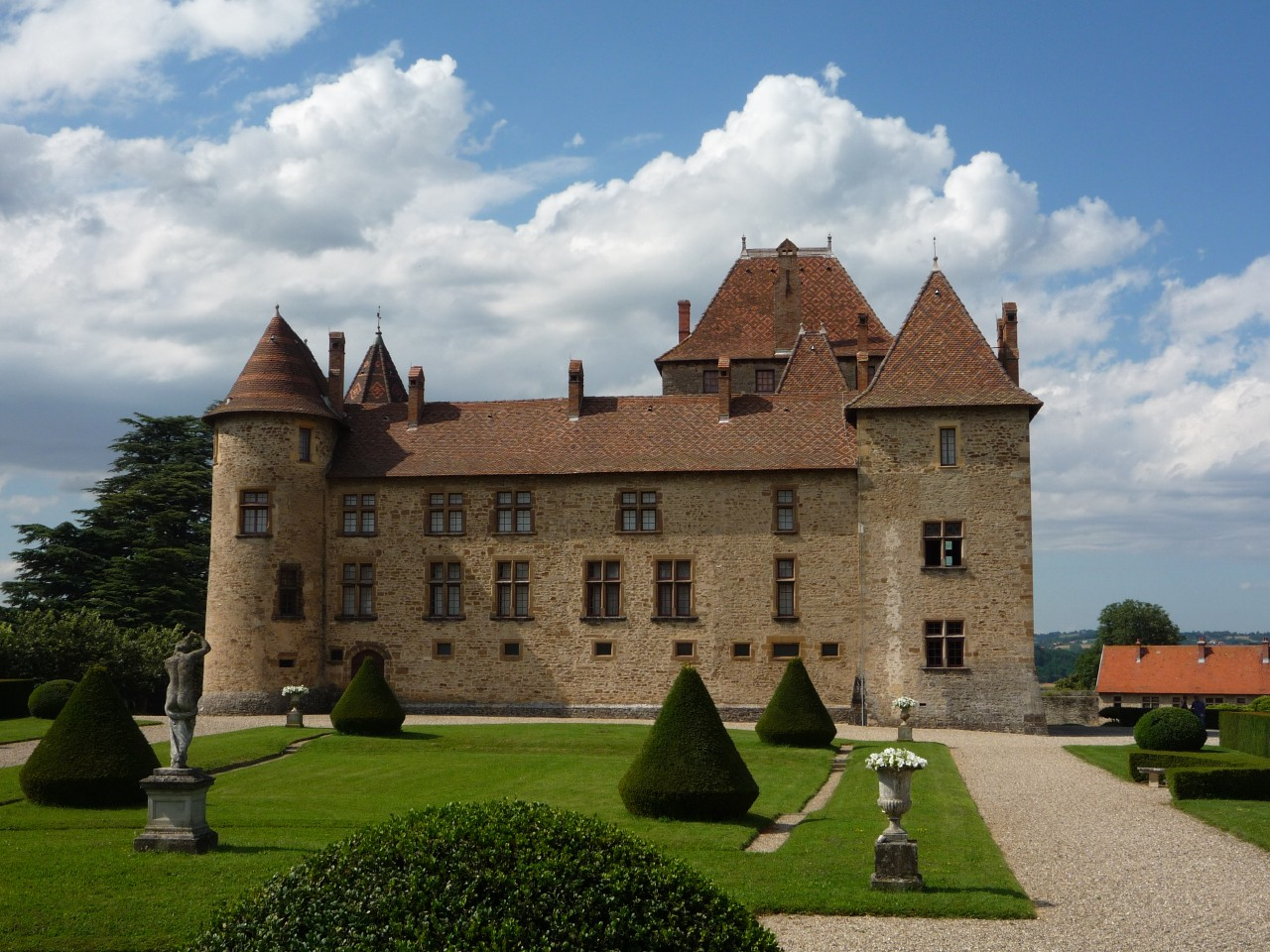
IX. Károlyt július 16–17. éjszakáján fogadták a septème-i kastélyban

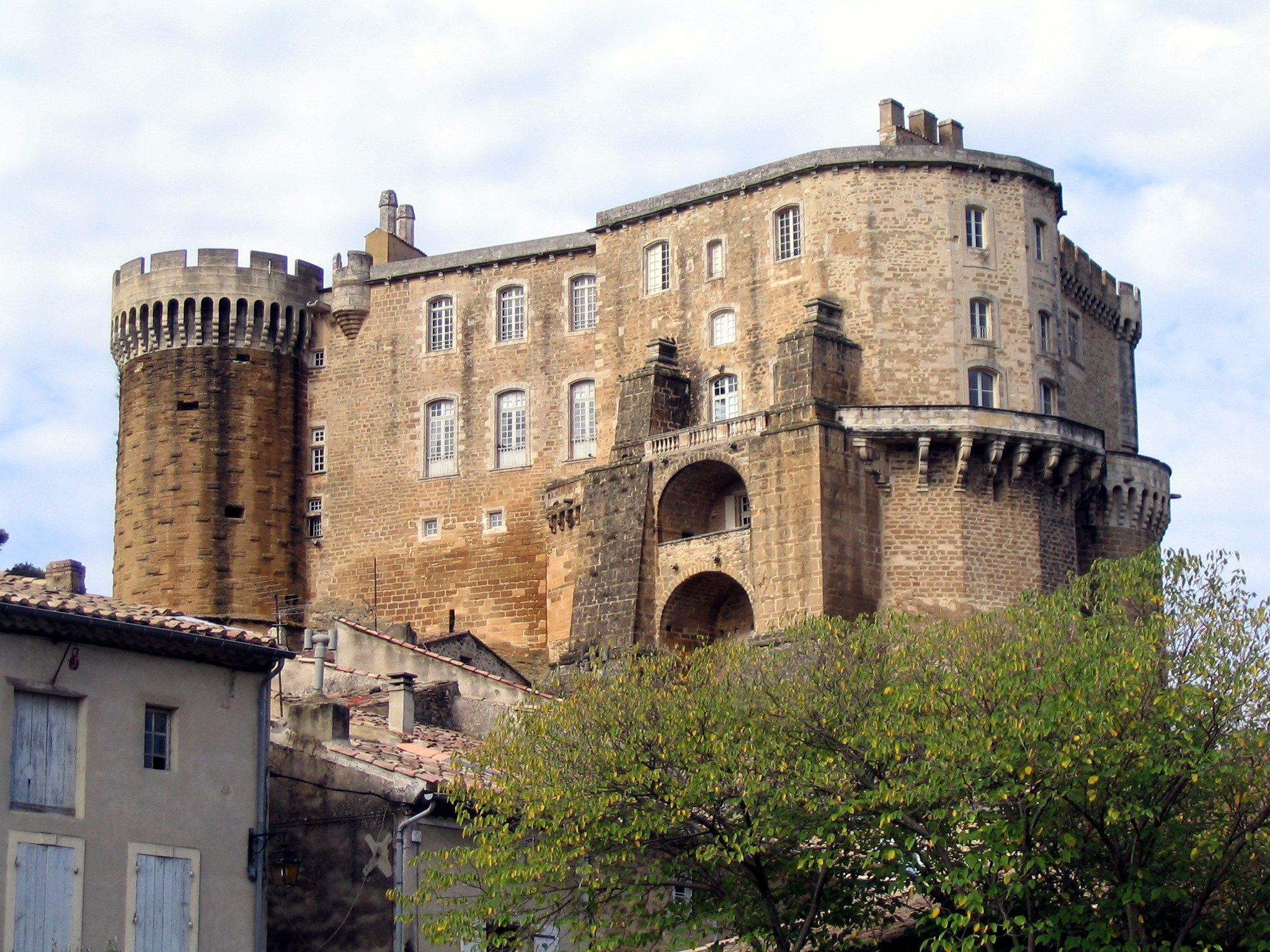
A király szeptember 21-én ebédelt Suze-la-Rousse várában

- Crémieu (július 9–16.): Lyont kelet felé elhagyva a király belép Dauphiné területére. Pont-de-Chéruy-ben ebédel, majd hét napra Crémieu-ben száll meg.
- Septème (július 16–17.): a királyi menet dél felé indul, Heyrieux-ben ebédelnek, majd éjszakára a septème-i kastélyban fogadják.
- Roussillon (július 17–augusztus 15.): Septème-et elhagyva Károly Côtes-d'Arey faluban ebédel, és július 17-én a roussilloni kastélyban száll meg, ahol François de Tournon bíboros unokaöccse látja vendégül 28 napon át. Ittléte alatt írja alá a roussilloni ediktumot, ami január 1-jét rögzíti az év kezdőnapjaként.
- Jarcieu (augusztus 15–16.): egyhavi roussilloni tartózkodás után az udvar augusztus 15-én reggel távozik, és a Rhône-tól kelet felé eltávolodva indul dél felé. A király Anjouban ebédel, és Jarcieu-ben éjszakázik.
- Romans (augusztus 16–22.): indulást követően Károly Châteauneufben ebédel, majd Romans-ba érkezik, ahol hat napot tölt. Augusztus 22-én hagyja el a várost, és az Isère hídján átkelve délnyugati irányba folytatja útját.
- Valence (augusztus 22–szeptember 2.): A király tizenkét napot tölt a püspöki székhelyen; meglepő módon szeptember 2-án este, vacsora után indul tovább déli irányba a Rhône mentén.
- L'Étoile (szeptember 2–szeptember 13.): az esti indulásra való tekintettel a királyi menet alig tizenegy kilométernyit halad előre. L’Étoile faluba érve a király megbetegszik, és tizenegy nappal későbbi felépüléséig itt táborozik.
- Loriol (szeptember 13–14.): a gyógyult király itt ebédel és alszik meg.
- Montélimar (szeptember 14–19.): a király a Derbières nevű tanyán (ma La Coucourde község) költi el ebédjét, majd Montélimarba érkezik, és ott tölt négy teljes napot.
- Donzère (szeptember 19–20.): IX. Károly itt ebédel és éjszakázik.
- Saint-Paul-Trois-Châteaux (szeptember 20–21.): a király La Garde-Adhémar kastélyában ebédel, Antoine Escalin des Aimars bárónál, majd Saint-Paul-Trois-Châteaux püspöki városában száll meg.

A király utolsó megállója Dauphinéban Suze volt 1564. szeptember 21-én. A kastélyban ebédeltek François de la Baume-nál, és részt vettek vendéglátójuk második leánya, Charlotte-Catherine keresztelőjén. IX. Károly vállalja a keresztapaságot. A keresztelőt követően többféle lekvárt szolgálnak fel csemegének, majd az uralkodó folytatja útját a pápai birtok részét képező Comtat Venaissin irányába.

### A pápai állam és Provence
IX. Károly másodjára szeptember 21-én hagyta el a királyság területét, amikor belépett a Comtat Venaissin területére. Innen 25 nap után, október 16-án távozott Provence be, ahol december 11-ig maradt, így összesen 81 napig időzött a két tartományban.
- Bollène (szeptember 21–22.): az első megállóhely.
- Caderousse (szeptember 22–23.): a menet átkel a kicsiny Mondragonon, ami egy Provence-hoz tartozó enklávé a Comtat Venaissin-en belül. Mornas-ban ebédel, elhalad Orange püspöki városa mellett, majd Caderousse-ban éjszakázik.
- Pont-de-Sorgue (szeptember 23–24.): a király a Pont-de-Sorgue (ma Sorgues) városában lévő pápai palotában éjszakázik. Másnap ott ebédel, majd bevonul Avignonba.
- Avignon (szeptember 24–október 16.): a király nagy pompával vonul be az érseki városba szeptember 24-én, majd az őt fogadó Alessandro Farnese bíboros, pápai legátussal részt a Notre-Dame des Doms-székesegyházban a vecsernyén. A király három teljes hetet tölt Avignonban, ezalatt részt vesz Szent Mihály szeptember 29-i ünnepén és megcsodálja az avignoni pápai palotát, egyik nap pedig egy félelmetes erejű szélvihart él át. Távozása napján a király átkel a Durance-on egy külön erre az alkalomra épített hajóhídon.

25 nap után Károly visszaérkezett királyságába, Provence tartományba.
- Saint-Rémy (október 16–17.): a király első provence-i ebédjét Châteaurenard-ban költi el, majd Saint-Rémy-ben száll meg éjszakára.
- Salon-de-Crau (október 17–18.): a király egy magányos touret-i házban ebédel, majd este érkezik Salon-de-Crau-ba. A királyi család itt meglátogatja Nostradamust, akit az anyakirályné királyi orvossá és tanácsossá nevez ki.
- Lambesc (október 18–19.): IX. Károly itt ebédel és éjszakázik.
- Aix (október 19–24.): egy Saint-Jean-de-la-Sale-ban elköltött ebéd után a király október 19-én érkezik Provence tartomány központjába, egyben érseki székhelyére. A helyi Számvevőszék fogadja, miközben a város éppen lázad Provence kormányzója, Claude de Savoie ellen, akit túlzottan toleránsnak tartanak a protestánsok irányában. Október 23-án látogatást tesz a helyi parlamentben, és kivágatja azt az eguilles-i fenyőt, amelyre a katolikusok számos protestánst akasztottak fel az előző években.
- Saint-Maximin (október 24–25.): Aix-ből távozva a király Pourrières-ban ebédel és Saint-Maximinben éjszakázik. Másnap meglátogatja a magas sziklán álló Sainte-Baume-i apátságot (ma Sainte-Marie-Madeleine-bazilika), ahol a hagyomány szerint Mária Magdolna bűnbánatot tartott.
- Brignoles (október 25–27.): kellemetlen magashegyi úton keresztül a király éjjel érkezik Brignoles-ba, ahol étkezés után azonnal lefekszik aludni. Másnap vonul be hivatalosan is a városba, ahol csemegékkel kedveskedik a város hölgyei számára, akik martingale-t és volte-ot táncolnak a színe előtt.

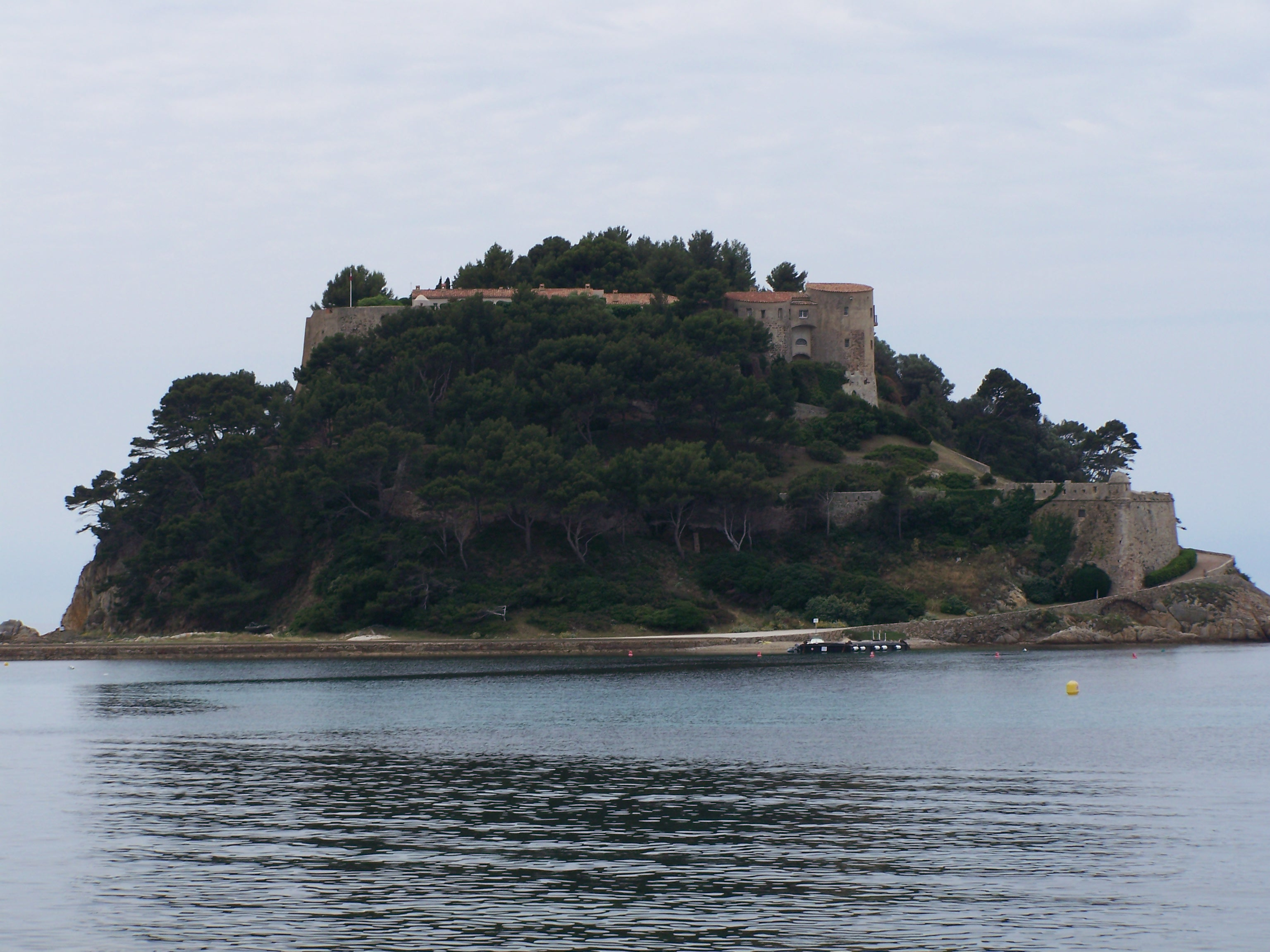
IX. Károly a brégançoni erődben ebédelt 1564. október 30-án

- Cuers (október 27–28.): a király Garéoult-ban ebédel, majd Cuers-ben tölti az éjszakát. A király itt találkozik először narancsfákkal, ami meglepetésként éri.
- Hyères (október 28–november 2.): a királyi menet Solliès-ben ebédel, ahol a narancsligetek bőségével szembesülnek. A király ezután öt napot tölt Hyères-ben. Október 28-án Brégançon erődjében költi el ebédjét, november 1-jén pedig részt vesz a Mindenszentek ünnepén.
- Toulon (november 2–4.): IX. Károly első ízben száll tengerre, részt vesz egy hajós ünnepségen, majd november 3-án, az ebédet követően sétahajózásra indul a Guise-házi II. René d’Elbeuf őrgróf jól felszerelt gályáival.
- La Cadière (november 4–5.): a király röviden ebédel Ollioules-ban, ahol a városiak egy narancsfát ajándékoznak neki. Magas hegyek közt, kellemetlen úton estére érkezik La Cadière-ben, ahol az éjszaka eltöltése után másnap meg is ebédel.
- Aubagne (november 5–6.): újabb hegyvidéki utazást követően az uralkodó Aubagne-ban éjszakázik.
- Marseille (november 6–13.): a király a város felfegyverzett kompániáival vonul be a püspöki székvárosba. November 9-én Károly és édesanyja szentmisén vesz részt, amin egy vízre bocsátott gályát Charlotte-Catherine-nek keresztelnek el. November 10-én az uralkodó a La Réale gálya fedélzetén, tizenhárom gálya kíséretében If várába megy, hogy ott ebédeljen, de a szél nem teszi lehetővé a hajók kikötését, így Károly a fedélzeten étkezik. Ezt követően a hajók két rajra válnak szét és harci játékban vesznek részt.

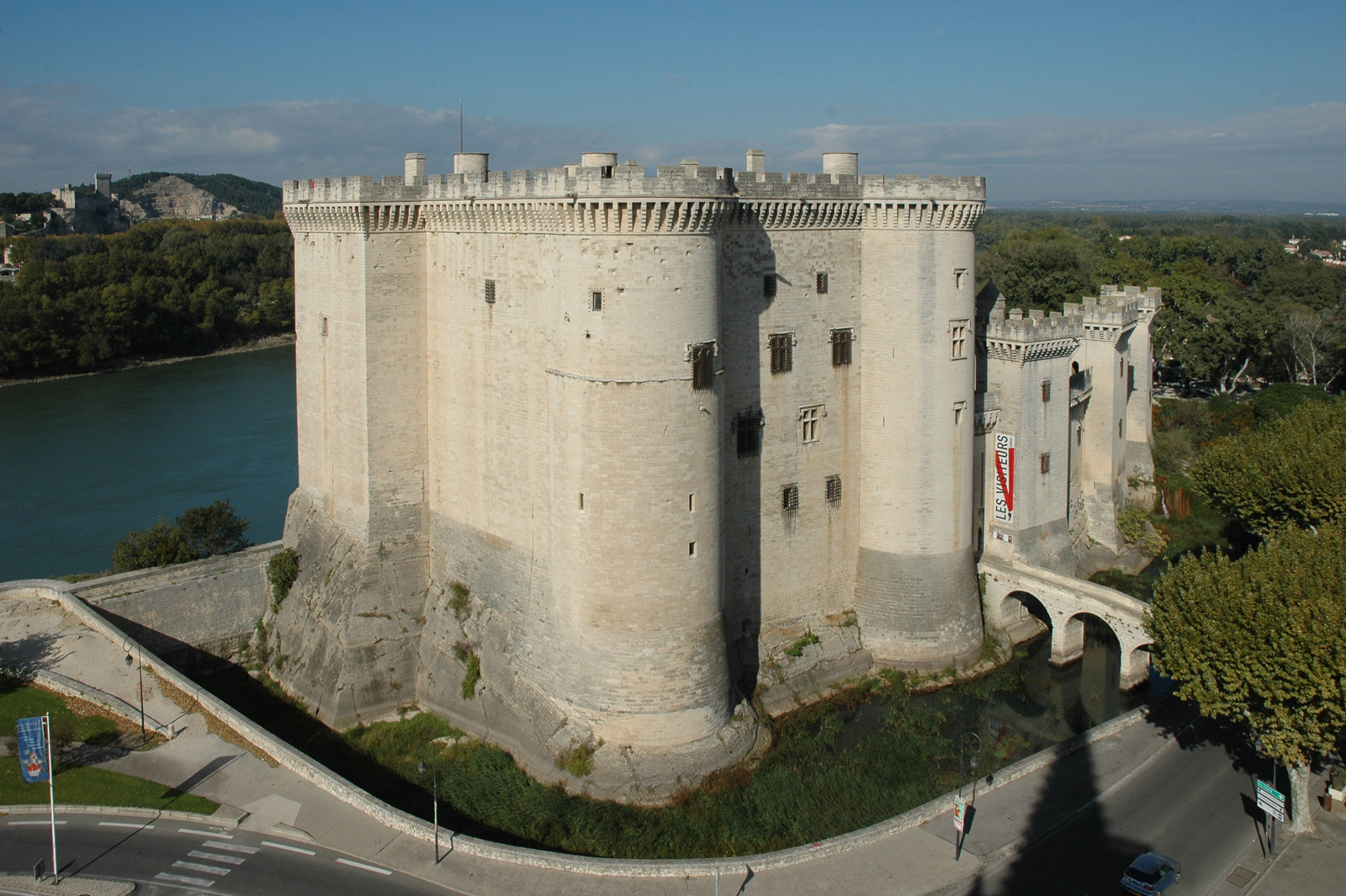
IX. Károly 1564. december 7–11. között a tarasconi várban szállt meg

- Marignane (november 13–14.): Marseille-ből távozva Károly a La Bédoulle vidéki rezidencián ebédel, majd Marignane-ban éjszakázik. Másnap ebéd után indul tovább.
- Martigues (november 14–15.): a király hajóra száll, hogy a Berre-i-medencén keresztül Martigues-ba utazzon, ahonnan csak másnap ebéd után távozik.
- Saint-Chamas (november 15–16.): IX. Károly ismét a medencében hajózva utazik, ezúttal az északi partján lévő Saint-Chamas-ba, ahol éjszakára száll meg.
- Arles (november 16–december 7.): miután a Crau-síkságon lévő Saint-Martin három házának egyikében megebédelt, IX. Károly november 16-án érkezik Arles-ba. A Rhône magas vízállása miatt a menet 21 napig az érseki városban kénytelen vesztegelni, és csak december 7-én, ebéd után indul tovább észak felé.
- Tarascon (december 7–11.): IX. Károly és az anyakirályné három teljes napot Tarasconban tölt, míg az udvar felszerelését sok nehézség árán hajókon átjuttatják a Rhône  nyugati partjára. Eközben több ünnepségen vesznek részt, továbbá meglátogatják Szent Márta sírját a helyi templomban.

### Languedoc
IX. Károly 1564. december 11-én kelt át a Rhône-on Tarascon és Beaucaire magasságában, így érkezett Languedoc tartományba, ahol száz napot töltött, egészen 1565. március 21-ig.
- Sernhac (december 11–12.): az átkelés után a király Beaucaire-ban ebédel, majd északnyugat felé indul a Gardon mentén. Sernhacban éjszakázik.
- Nîmes (december 12–14.): nîmes-i bevonulása előtt IX. Károly kitérőt tesz a saint-privat-i várba, ahol ebédel és megcsodálja a Pont du Gard-t. Crussol ura csemegékkel, lekvárral vendégeli meg, és sziklák alól előbúvó nimfákkal kedveskedik a számára. A király este érkezik Nîmes-be, és másnap egész nap ott marad.
- Vauvert (december 14–15.): a király itt ebédel és éjszakázik.
- Aigues-Mortes (december 15–16.): IX. Károly a tengerparti mocsárvidéken lévő városban ebédel és tölti az éjszakát.
- Montpellier (december 16–december 30.): miután Saint-Brès-ben ebédel, az uralkodó december 16-án vonul be a püspöki városba. A városlakók szállása előtt táncelőadást tartanak, virágokat tartó maszkos táncosokkal és trombitásokkal. December 25-én részt vesz a karácsonyi ünnepen, másnap pedig 100 livre-nyi bírság fejében kötelezi a teljes lakosságot egy körmeneten való részvételre. December 28-án Villeneuve-ben ebédel, Maguelone mellett, egy tengerparti mocsár közepén, ahol sok rózsás flamingót láthat.
- Poussan (1564. december 30. – 1565. január 1.): a király Fabrègues-ben ebédel, majd Poussan-ban éjszakázik, és az 1564-es év utolsó napját is itt tölti.
- Florensac (1565. január 1–2.): IX. Károly Florensac-ban ebédel és alszik.
- Agde (január 2–3.): agde-i ebéd és alvás után, január 3-án reggel a menet átkel az Hérault épített hajóhídon.
- Béziers (január 3–4.): IX. Károly Villeneuve-ben, Béziers mellett ebédel, majd egy éjszakát tölt a püspöki városban.
- Narbonne (január 4–11.): Béziers-ből reggel távozva január 4-én estére az uralkodó a szintén püspöki székhely Narbonne-ba ér, miután Nissanban ebédelt. Narbonne-ból kirándulást tesz a spanyol határra: január 7-én Sigeanban alszik, majd másnap Leucate tengerparti határvárában ebédel. Hazatérőben ismét Sigeanban alszik meg, és január 9-én érkezik vissza Narbonne-ba, ahol további még egy teljes napot tölt.

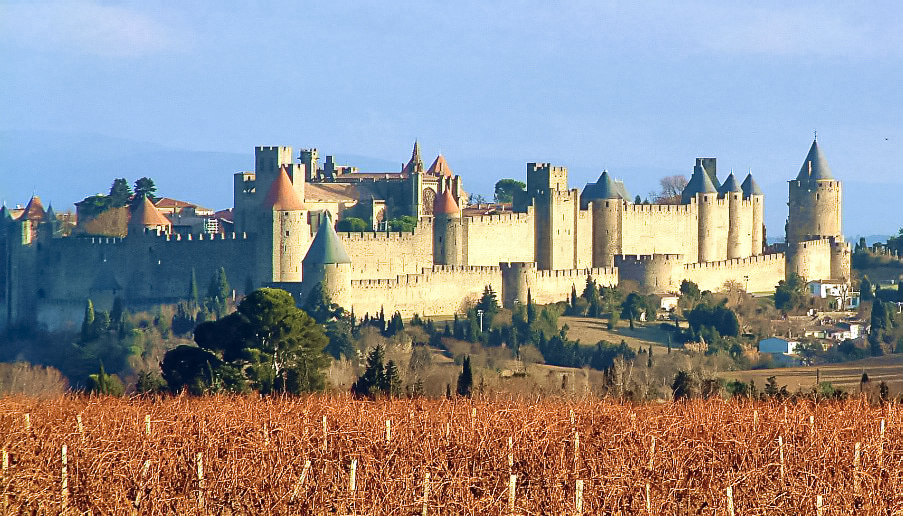
IX. Károly a nagy hó miatt Carcassonne felsővárosában vesztegelt 1565. január 12–22. között.

- Mons (január 11–12.): ebéd Canet-ban, alvás a Mons nevű szegény faluban.
- Carcassonne (január 12–26.): ebéd Barbairában, majd bevonulás a püspöki városba. A király a felsővárosba települ, másnapi indulását megakadályozza az éjjel hullott nagy hó. Hogy múlassa az időt, a király a szálláshelye udvarán hóból bástyát emeltet (az alsó- és felsővárosban több ilyen is készül), és elrendeli annak ostromát. Az inasok és lakájok megtámadják a királyi gárda által védett bástyát, amit két óra harccal el is foglalnak. IX. Károly január 22-én tudta elhagyni a felsővárost, hogy az alsóvárosban aludjon.
- Montréal (január 26–27): ebéd Arzens-ban, alvás Montréalban.
- Villespy (január 27–28.): ebéd a prouilhe-i kolostorban, Fanjeaux falu közelében, majd Villespy várában éjszakázik.[2]
- Castelnaudary (január 28–30.): a királyi menet nyugat felé tesz egy kitérőt a ferralsi kastély felé, Saint-Papoul közelében, és Malras bárónál ebédel. A kastély Languedoc legszebb épületeinek egyike a korszakban, a báró pedig különlegesen pompás ebéddel szolgál a királynak: az asztalbontás után a csarnok és a padlástér födémjét gépekkel megnyitják, beeresztve a napfényt, amit cukrozottmandula-zápor és illatosított víz esője követ – utóbbi olyan bőségesen, hogy a királyra kabátot adnak. Az udvar egyetért, hogy az út kezdete óta nem volt részük ilyen pompás fogadtatásban. Károly ezután Castelnaudaryban éjszakázik, és a másnapot is ott tölti.
- Villenouvelle (január 30–31.): a király Avignonet-ban ebédel, ünnepélyesen bevonulva átkel Ville-franche-on, majd Villenouvelle-ben éjszakázik, és másnap ott is ebédel.
- Toulouse (január 31–március 19.): ebéd után indulva Baziège-en és Montgiscard-on át a király bevonul Toulouse-ba. Másnap, február 1-jén megszemléli az országrész kompániáinak vonulását, majd ünnepélyesen bevonul a városba. 46 teljes napot tölt itt. Február 8-án ellátogat a toulouse-i parlamentbe, 20-án pedig a városi magisztrátusok (capitoulok) vendégelik meg a Capitole-ban. Március 4-én hajón átkel a Garonne-on, a Saint-Michel-várban ebédel húshagyókedd alkalmából, a nagyböjt megkezdése előtt, és részt vegyen Jean de Montboissier őrgróf esküvőjén. Károly hosszú toulouse-i tartózkodása alatt bérmálkozik meg öccsével, az ekkor Henrik nevet felvevő Sándor Eduárd herceggel (a későbbi III. Henrikkel).
- Fronton (március 19–20.): ebéd Saint-Joryban, alvás Frontonban.
- Montauban (március 20–21): ebéd a clau-i várban, érkezés Montauban kapujához. Itt követeli, hogy bontsák le a város erődítményeit a fogadására, mivel a lakosság három ízben is ellenállt Blaise de Monluc ostromainak. Több tárgyalást követően a király átkel a Tarn folyón egy kőhídon, és üdvrivalgás közepette vonul be.

IX. Károly utolsó languedoci megállója Labastide-du-Temple-ben volt, ahol 1565. március 21-én megebédelt, majd tovább indult Guyenne tartomány felé.

### Guyenne

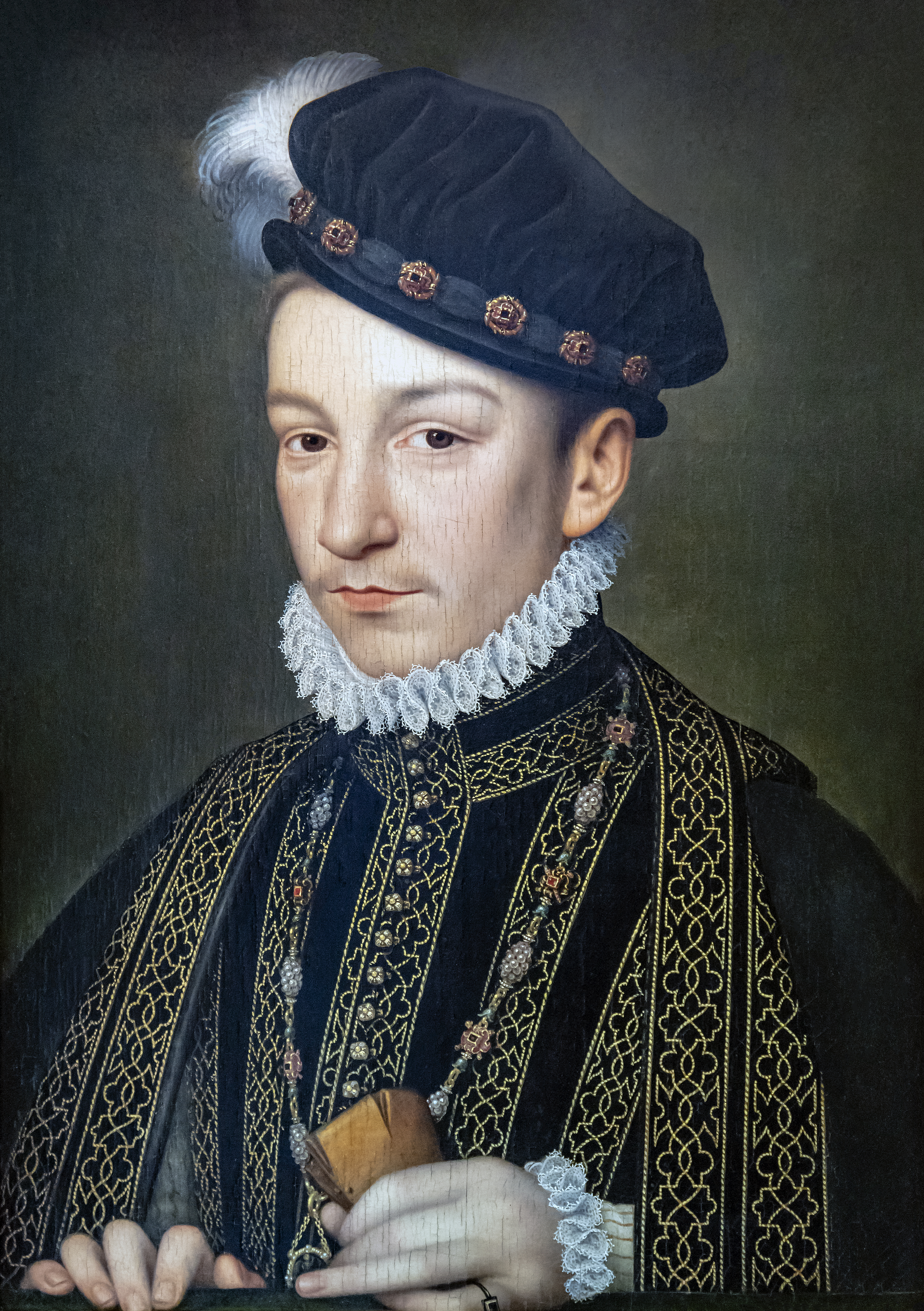
François Clouet: IX. Károly 1565-ben

IX. Károly 1565. március 21-én lépett be Guyenne területére, a Tarnon egy Moissac melletti fedett fahídon átkelve. Augusztus 13-ig maradt a tartományban, ahol így 145 napot, azaz több mint négy hónapot töltött.
- Moissac (március 21–22.): a királyi menet első megállója Quercy régióban.
- Lamagistère (március 22–23.): a király Pommevicben eszik, bevonul Valence-ba, majd Lamagistère-ben hál meg, ahol három szegény ház állt a Garonne partján. Másnap a toulouse-i capitoulok által számára építtetett szép hajóra szállt, azon indulva tovább.
- Agen (március 23–27.): IX. Károly Lafoxban ebédel, majd bevonul Agen püspöki városába március 23-án. Március 25-én a király és édesanyja részt vesz Blaise de Monluc helytart Charlotte-Catherine-nek nevezett leánya keresztelőjén. A király március 27-én, a hajón távozik a Garonne-on.
- Aiguillon (március 27–28.): a menet Port-Sainte-Marie-ban ebédel, Aiguillonban éjszakázik, ahonnan másnap ebéd után indul tovább.
- Marmande (március 28–29.): a király itt éjszakázik, másnap ebéd után indul tovább.
- La Réole (március 29–31.): IX. Károly két éjszakát tölt a településen, 31-én ebéd után távozik.
- Cadillac (március 31–április 1.): alvás, távozás ebéd után.
- Bordeaux (április 1–május 5.): két, itt töltött éjszaka után Károly távozik, és a thouars-i kastélyba települ[3] április 3–9. között. Bordeaux-ba csak április 9-én vonul be ünnepélyesen. Április 12-én részt vesz a bordeaux-i parlament ülésén, április 18-án pedig fogadja a Madridból Németalföldre igyekvő Alessandro Farnesét és Lamoraal van Egmont grófot. Április 22-én részt vesz a húsvét vasárnapi ünnepségen. Május 3-án hagyja el a várost és indul tovább Bayonne felé.
- Castres (május 3–4.): a Montplaisir-házban elköltött ebéd után IX. Károly a Castres nevű szegény faluban száll meg, és ott éjszakázik.
- Langon (május 4–5.): ebéd, éjszakázás.
- Bazas (május 5–7.): a király ebédre érkezik a püspöki városba. Másnap a város bikaviadalt rendez a tiszteletére, ahol hosszú lándzsákkal támadnak az állatokra. Május 7-én, reggel távozik.
- Captieux (május 7–8.): Károly Beaulac-nál kel át a Cironon átívelő kőhídon, belépve Navarra területére. Captieux-ben ebédel és hál meg.
- Roquefort (május 8–9.): ebéd a Retjons melletti Traversesben, Landes régióban, éjszakázás Roquefort-ban.
- Mont-de-Marsan (május 9–24.): a Landes-on keresztül folytatódó úton a királyi menet tizenöt napos pihenőt tart Mont-de-Marsanban.
- Tartas (május 24–28.): IX. Károly útját folytatva Meilhanban ebédel, majd három napra Tartasban száll meg.
- Dax (május 28–29.): miután megebédel Pontonx-ban, majd egy kőhídon átkel az Adouron, a püspöki városban száll meg éjszakára.

#### A bayonne-i találkozó
A francia király 1565. május 29-től július 12-ig Bayonne és Saint-Jean-de-Luz városában tartózkodott, hogy részt vegyen a sógorával, II. Fülöp spanyol királlyal tervezett találkozón. A szomszéd ország uralkodója végül nem jött el, helyette feleségét és Alba hercegét küldte el a június 15. és július 2. között tartott tárgyalásokra.
- Bayonne (május 29–június 12.): miután Saubusse-ban megebédel, IX. Károly csónakra száll az Adouron és Bayonne-ig így utazik. Ünnepélyes bevonulását csak június 2-án tartja meg, miután megtekintette a város kompániáinak felvonulását. Június 10-én részt vett a pünkösdi ünnepségeken. Június 12-én, ebéd után indult Saint-Jean-de-Luzbe.
- Saint-Jean-de-Luz (június 12–15.): a király két éjszakát tölt a városban. Június 13-án elvégzi egy tiszteletére Caroline-nak nevezett galeasz megkeresztelését. Június 14-én, ebéd után indul Hendaye felé, hogy a határ közelében találkozzon nővérével, Valois Erzsébet spanyol királynéval, aki 1559-ben házasodott össze Fülöppel a cateau-cambrésis-i béke értelmében. A király magával vitte saját regimentjét, ami tíz gyalogoskompániából állt Philippe Strozzi vezénylete alatt, amit négy kompániányi nehézlovas és egy kompánia könnyűlovas egészített ki. Erzsébet Irunban ebédelt, és a spanyol királyi gárda háromszáz lovasíjásza és egy zászlóaljnyi gyalogos kíséretében érkezett meg. Medici Katalin ezután csónakra szállt, és Bidassoa határfolyón találkozott a lányával; IX. Károly a parton maradt az udvar többi részével, megvárva nővérét.
- A találkozó (június 15–július 2.): az anyakirályné és a király 15-én visszatért Bayonne-ba, hogy felkészüljön a spanyol követség fogadására. Medici Katalin gazdag és erős Franciaországot kívánt bemutatni, ami egyenrangú félként tárgyal a spanyolokkal, ám II. Fülöp kibújt a meghívás alól. Az őt képviselő albai herceg számon kérte a francia kormányzat engedékenységét az „eretnek” hugenottákkal szemben. A találkozó során számos ünnepséget rendeztek, emellett sok spanyol járult IX. Károly színe elé, hogy a francia királyoknak tulajdonított, golyvát gyógyító érintésében részesüljön. Június 18-án a király I. Szulejmán oszmán szultán követét is fogadta: utóbbi azzal a kéréssel érkezett, hogy egy a török flotta felfrissíthesse készleteit egy provence-i kikötőben abban az eetben, ha Málta elhúzódó ostroma esetleg kudarcot vallana. Június 23-án az udvar részt vett Szent János ünnepén, majd július 2-án a francia és spanyol menet is elindult Saint-Jean-de-Luzbe.
- Saint-Jean-de-Luz (július 2–11.): a két udvar július 12-én itt éjszakázik, majd Erzsébet királyné másnap távozik. IX. Károly könnyes búcsút vesz tőle, Medici Katalin viszont egészen Irunig kíséri július 3-án. Július 4-én a régenskirálynő visszatér Franciaországba, de Károly öccse, Anjou hercege egészen július 7-ig a nővérével marad, elkísérve őt San Sebastiánon, Hernanin, Tolosán át egészen Seguráig. Július 9-én tér vissza Saint-Jean-de-Luzbe. IX. Károly a fivérére várva közben hajóutakon vesz részt és baszk táncelőadásokat néz. Az udvar július 11-én indult vissza Bayonne-ba.
- Bayonne (július 11–12.): a király Biarritzban ebédel, majd harmadjára is Bayonne-ba érkezik.

#### Indulás észak felé

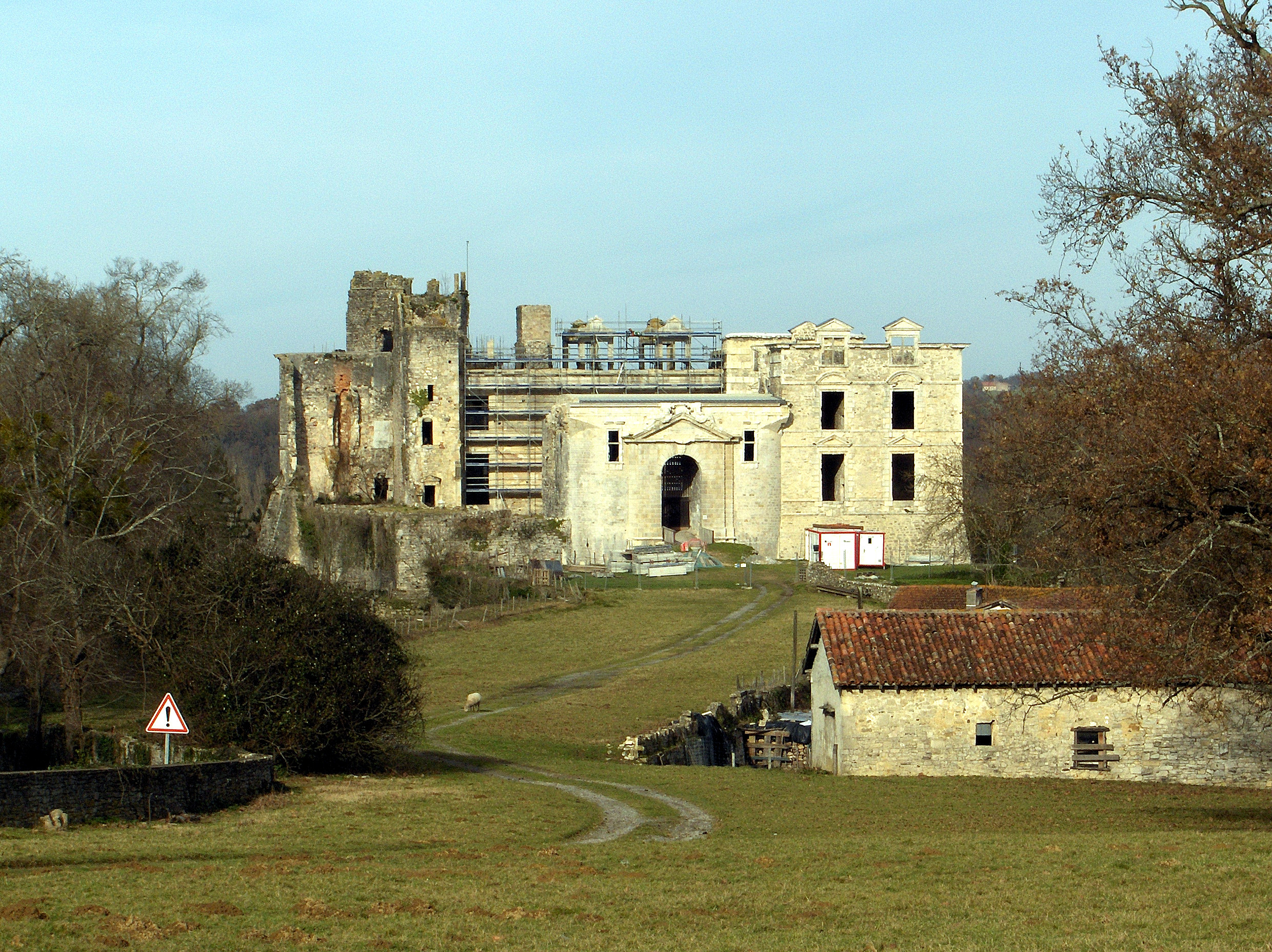
A király Bidache várában aludt 1565. július 12–13. között

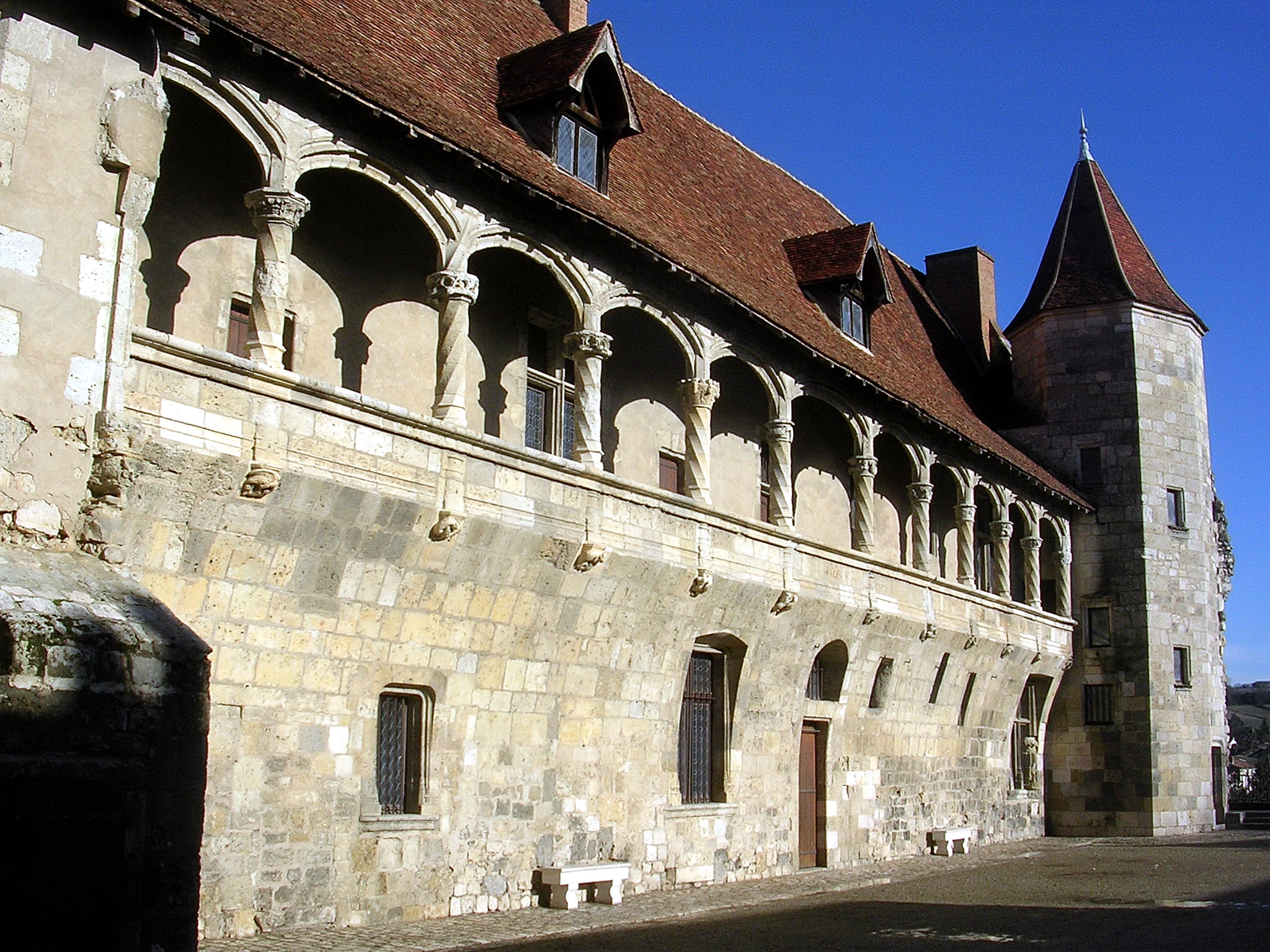
IX. Károly 1565. július 28–augusztus 1. között a nérac-i kastélyban szállt meg

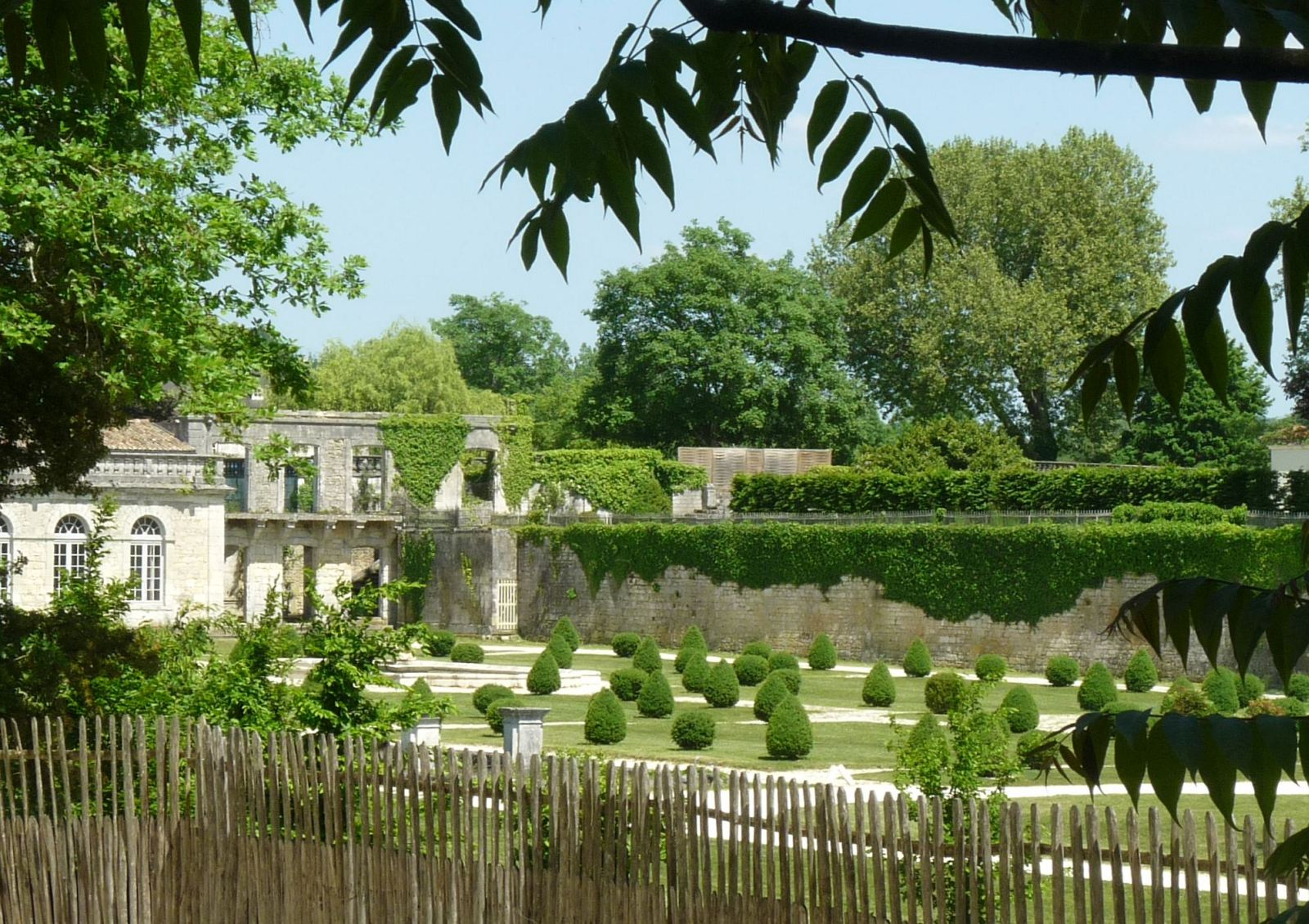
Az uralkodó két éjszakát töltött La Rochebeaucourt kastélyában (1565. augusztus 11–13.)

Július 12-én, 44 nap után a királyi menet elhagyja Bayonne és Saint-Jean-de-Luz vidékét, és folytatódik a nagy körutazás.
- Bidache (július 12–13.): a király hajóra száll az Adouron, Urtben ebédel és a bidache-i várban éjszakázik, ahol a helyi uraság, I. Antoine de Gramont gróf pompás fogadást rendez a számára. Ezen a napon több ember és ló is belehalt az óriási hőségbe. Másnap a király csak vacsora után indul tovább.
- Peyrehorade (július 13–14.): éjszakázás.
- Dax (július 14–17.): a király május 28. után ismét a városba érkezik, ahol ezúttal három napot tölt.
- Tartas (július 17–18.): május végi tartózkodása után IX. Károly ismét a településre jön, itt ebédel és éjszakázik.
- Mont-de-Marsan (július 18–23.): hosszú májusi tartózkodása után a királyi menet újfent a városba érkezik. Ezúttal öt napot tölt itt, és fogadja a Svájci Konföderáció követeit, akik a francia–svájci szövetség megújítása érdekében érkeznek. Július 23-án a hőség miatt kénytelen elhagyni a várost.
- Cazères (július 23–24.): a király a kánikula elől az Adour-parti településre megy.
- Nogaro (július 24–25.): ebéd és éjszakázás.
- Eauze (július 25–26.): ebéd és éjszakázás.
- Montréal (július 26–27.): ez a második ilyen nevű település, amit Károly az útja során érint a languedoci Montréal után.
- Condom (július 27–28.): a király a püspöki városban ebédel és hál meg.
- Nérac (július 28–augusztus 1.): a király négy napot tölt a Jeanne d'Albret navarrai királynő birtokát képező városban.
- Buzet (augusztus 1–2.): ebéd és éjszakázás.
- Tonneins (augusztus 2–3.): a király ugyanott szeli át csónakon a Garonne-t, ahol korábban (Aiguillon és Marmande között), majd ebédelni és éjszakázni Tonneins-be ér.
- Verteuil (augusztus 3–4.): ebéd és éjszakázás.
- Lauzun (augusztus 4–8.): a király négy napot tölt a városban. Augusztus 5-én vállalja Gabriel Nompar de Caumont puyguilhemi őrgróf, lauzuni gróf egy lányának keresztapaságát, míg a keresztanya Medici Katalin és Anne de Daillon, Le Lude úrnője lesz. A keresztelést Jacques Frégose ageni püspök végzi.
- Bergerac (augusztus 8–9.): a király egy fedett fahídon kel át a Dordogne-on Périgord területére. Bergeracban ebédel, vacsorázik és száll meg éjszakára.
- Laugat-i vár (augusztus 9–10.): IX. Károly a Bergerac és Mussidan közti erdőben lévő várban ebédel és éjszakázik.
- Ribérac (augusztus 10–11.): az uralkodó Mussidanon át Ribéracba érkezik, ahol megebédel, majd éjszakátzik.
- Rochebeaucourt (augusztus 11–13.): a menet a La Rochebeaucourt-i kastélyba érkezik, ez guyenne-i látogatásának utolsó állomása. A teljes másnapot itt tölti.

### Angoumois, Saintonge, Aunis és Poitou
A királyi menet augusztus 13-án érkezett a Guyenne és a Loire-völgy közti régióba, ahol Angoumois, Saintonge, Aunis és Poitou tartományok feküdtek (ma Poitou-Charentes régió és Vendée megye). 49 napot töltött a térségben, ahonnan október 1-jén távozott.
- Angoulême (augusztus 13–18.): a király a La Tour-Garnier nevű helyen ebédel, majd öt napot tölt Angoulême városában. Augusztus 16-án Touvre-ban ebédel. Aznap nagyon sok pisztrángot fognak a király számára, aki 120–140 darab hattyút is kap, mivel a madár gazdagon tenyészik a Touvre forrásvidékén.

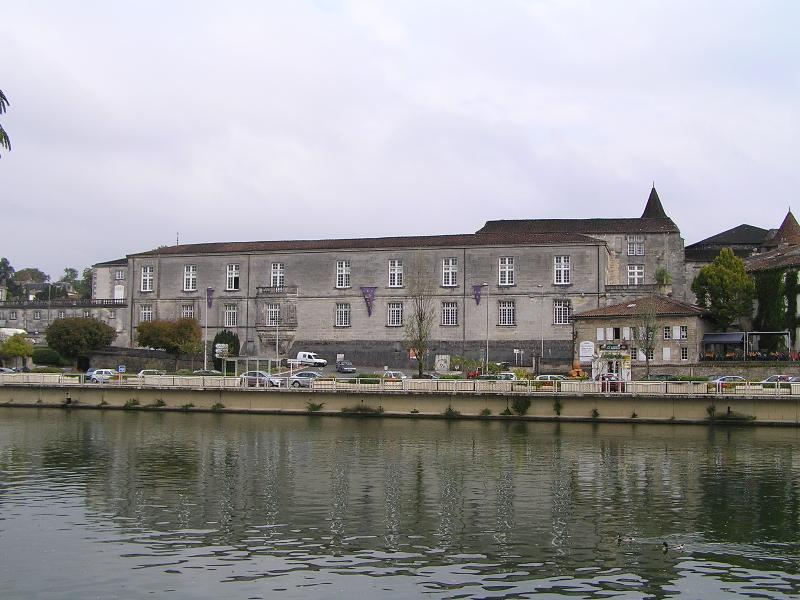
A király augusztus 21–szeptember 1. között tartózkodoss a cognac-i kastélyban

- Jarnac (augusztus 18–21.): a királyi menet a Charente mentén indul tovább, Châteauneufben ebédel, majd a városnál csónakon átkel a folyón, és Jarnacnál száll meg éjszakára.
- Cognac (augusztus 21–szeptember 1.): a király ebédre érkezik augusztus 21-én a Cognac-ba, nagyapja, I. Ferenc francia király – eredetileg angoulême-i gróf – szülővárosába. Tizenegy napos ittléte alatt kisebb kirándulást tesz augusztus 25-én Louzacban, ami Jean-Philippe de Salm Wild- és Rheingraf birtoka Saintonge határán.
- Saintes (szeptember 1–3.): a király a három házból álló Chauveau-ban (ma Chaniers) ebédel, a Charente partján, majd két napot tölt Saintes-ben.
- Marennes (szeptember 3–7.): a menet az Atlanti-óceán felé indul. IX. Károly Corme-Royalban ebédel, átvonul Le Mesnil faluján, amelynek tengerész lakói mind különféle színű bársonyruhákban fogadják. Ezután Saint-Justön át Marennes-be érkezik, ahol megalszik. Másnap ablakából 6–7000 jól felszerelt, a környék falvaiból érkezett ember vonulását szemléli meg. Másnap az 1555-ben alapított Brouage-ba megy ebédelni, ahol a tengerészek vízi csatát rendeznek neki és fel is gyújtják az egyik hajót a király szórakoztatására. Az uralkodó estére visszatér Marennes-be. Szeptember 6-án 8-900 ember érkezik, gyón meg és áldoz, számos gyereket keresztelnek, többeknek a király és édesanyja lesz a keresztszülője.
- Saintes (szeptember 7–10.): Marennes-ből távozva a király másodjára is Corme-Royalban ebédel, majd visszatér Saintes-be. Szeptember 9-én, vasárnap az uralkodó parancsára körmenetet rendeznek, amin ő maga is részt vesz, majd másnap távozik.
- Saint-Jean-d'Angély (szeptember 10–12.): észak felé menet IX. Károly Brizambourg-ban ebédel, egy újonnan épített fahídon kel át a Boutonne-on, majd este ér Saint-Jean-d'Angély-be, ahol két éjszakát tölt.
- Surgères (szeptember 12–13.): ebéd a szegény Parançay faluban (ma Bernay-Saint-Martin része), és elhagyja Saintonge-ot, hogy az Aunis régióhoz tartozó Surgères-ben éjszakázzon.

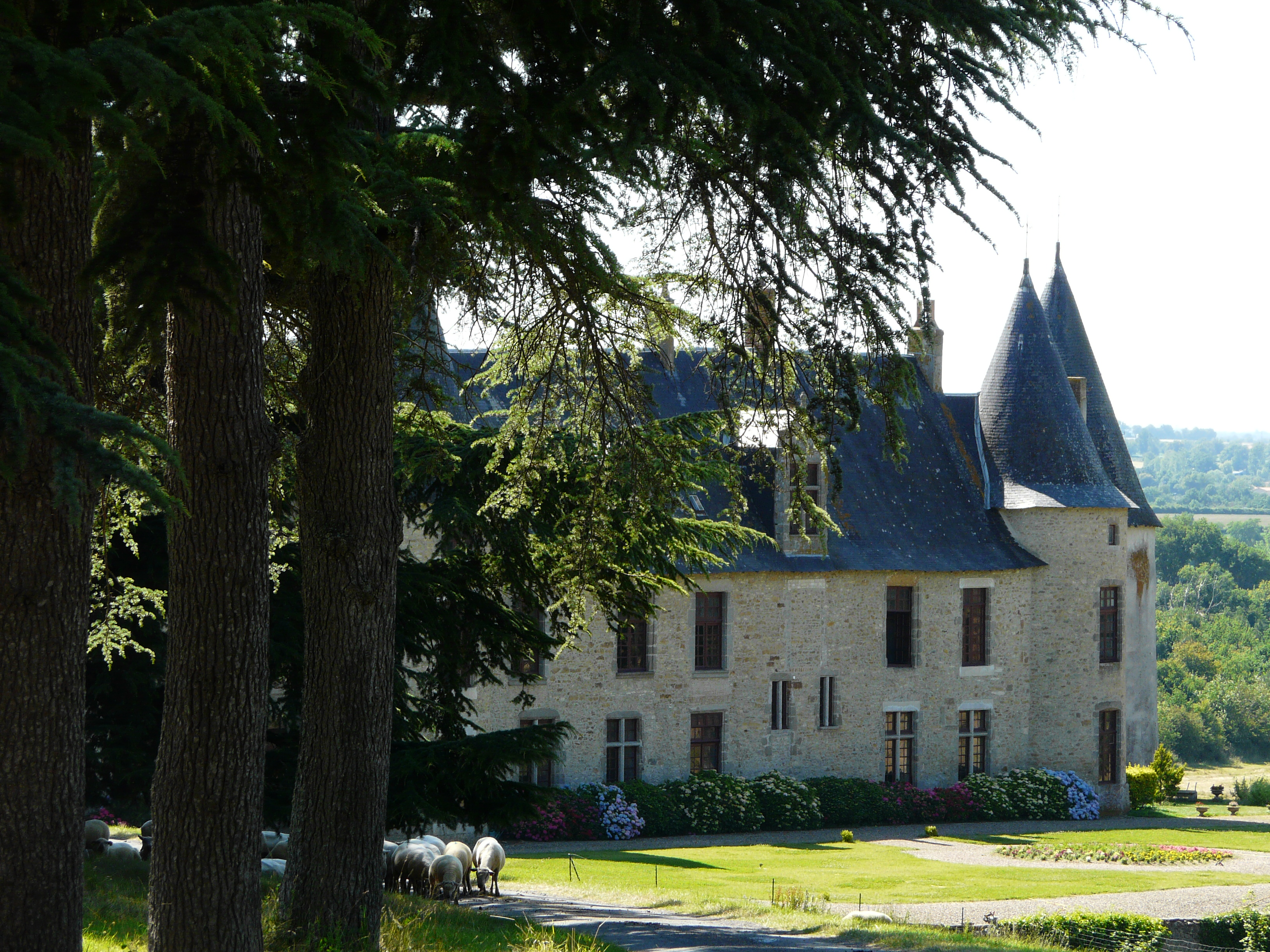
1565. szeptember 21–22. között a király La Roche Faton kastélyában töltötte az éjszakát.

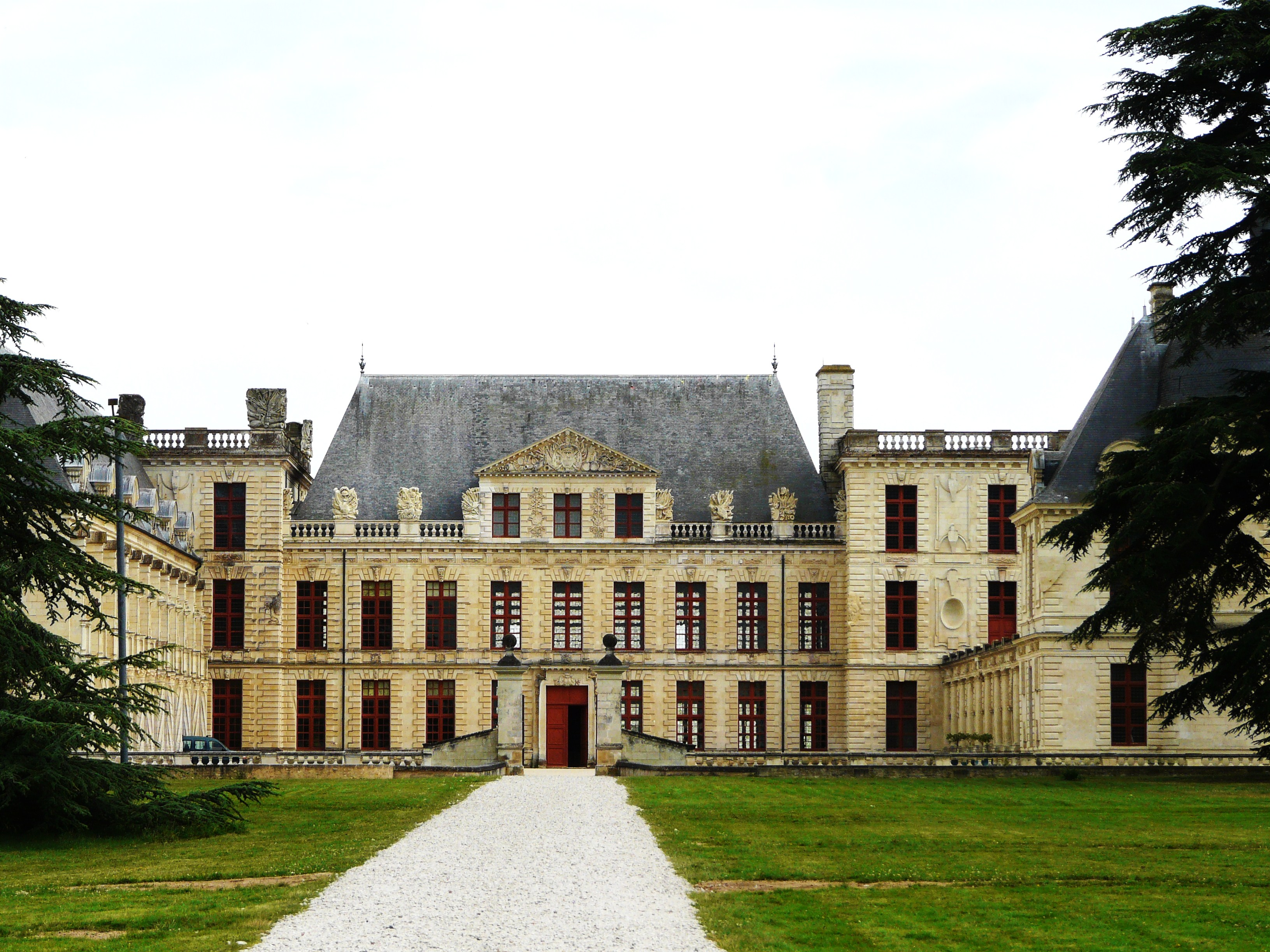
1565. szeptember 22–26. között IX. Károly az oironi kastély vendége volt.

- La Rochelle  (szeptember 13–18.): ismét útnak indulva a király La Jarrie-ban ebédel és estére egy kis apátságba érkezik La Rochelle egyik külvárosában. Másnap egy, az apátság kapuja elé állított emelvényről megszemléli a város jól felszerelt kompániáinak felvonulását, majd ünnepélyesen bevonul a városba Anne de Montmorency főparancsnok nyomában. A lakosság ellenségesen viszonyul a király érkezéséhez. A polgármester a városi magisztrátusok, a különböző vallási testületek és a városi milíciák kíséretében érkezik a fogadására. A király leplezetlenül hűvösen beszél velük, mivel előzőleg tájékoztatták, hogy bizonyos protestáns közösségek nem sietnek visszaadni a templomokat a katolikusok számára. Három teljes napot tölt a városban.
- Mauzé (szeptember 18–19.): a királyi menet keletre, Poitou felé indul. Károly Benonban ebédel és Mauzéban hál meg.
- Niort (szeptember 19–20.): a menet Aunisból Poitouba ér. Az uralkodó Frontenay-ban ebédel és Niortban éjszakázik.
- Champdeniers (szeptember 20–21.): ebéd Échirében, átkelés a Sèvre niortaise folyón egy újonnan épített kőhídon, alvás Champdeniers-ben.
- Lhoumois (szeptember 21–22.): ebéd a kicsiny részesbérlői birtokon, Baubare-ban (ma La Baubière Vernoux-en-Gâtine-ban,[4]), majd Parthenay-n átkelve éjszakázás a La Roche Faton-kastélyban, a Thouet jobb partján (a mai Lhoumois területén).
- Oiron (szeptember 22–26.): a király Airvault-ban ebédel, majd három napra megszáll a Gouffier de Boissy család birtokát képező oironi kastélyban. Szeptember 25-én Thouars-ba látogat, amelynek ura, III. Louis de La Trémoille, Thouars hercege 8–900, helyit küld fél leugányira a fogadására. A herceg pompás lakomát rendez kastélyában a látogatók számára. Délután IX. Károly és Medici Katalin részt vesz a herceg leánya, Charlotte-Catherine keresztelőjén, és vállalják a keresztszülőséget. A keresztelő végeztével a herceg különféle lekvárokat szolgált fel csemegeként. A király visszatér Oironba, ahonnan másnap ebéd után távozik.
- Loudun (szeptember 26–27.): IX. Károly itt alszik.
- Champigny (szeptember 27–október 1.): ebéd Ceaux szegényes falvában, majd három teljes nap Champigny kastélyában.

Október 1-jén Károly távozik Champignyből, megebédel Marçay-ban és elhagyja Poitou tartományt.

### A Loire-völgy és Bretange

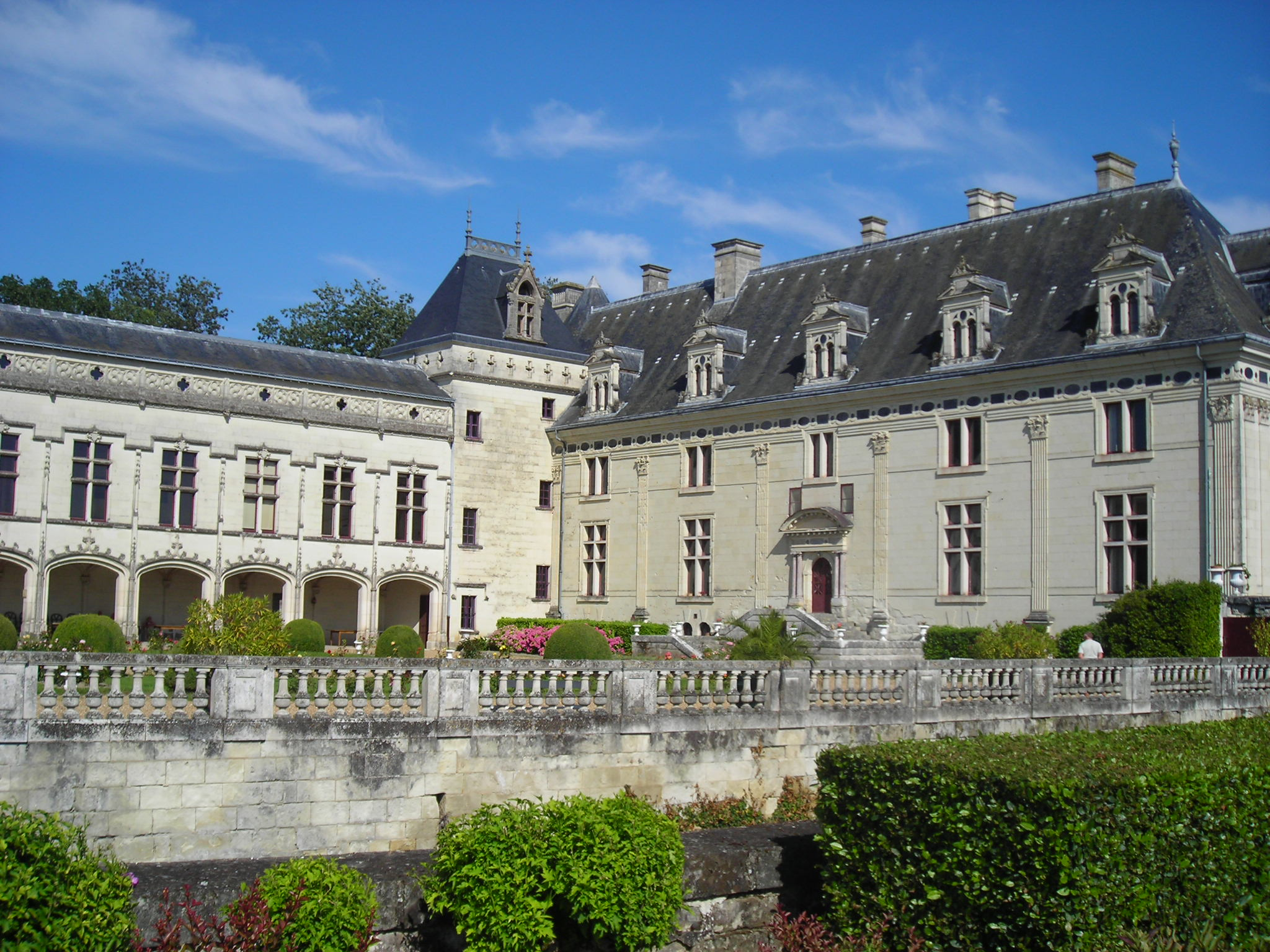
IX. Károly 1565. október 3–4. között a brézéi kastélyban töltötte az éjszakát.

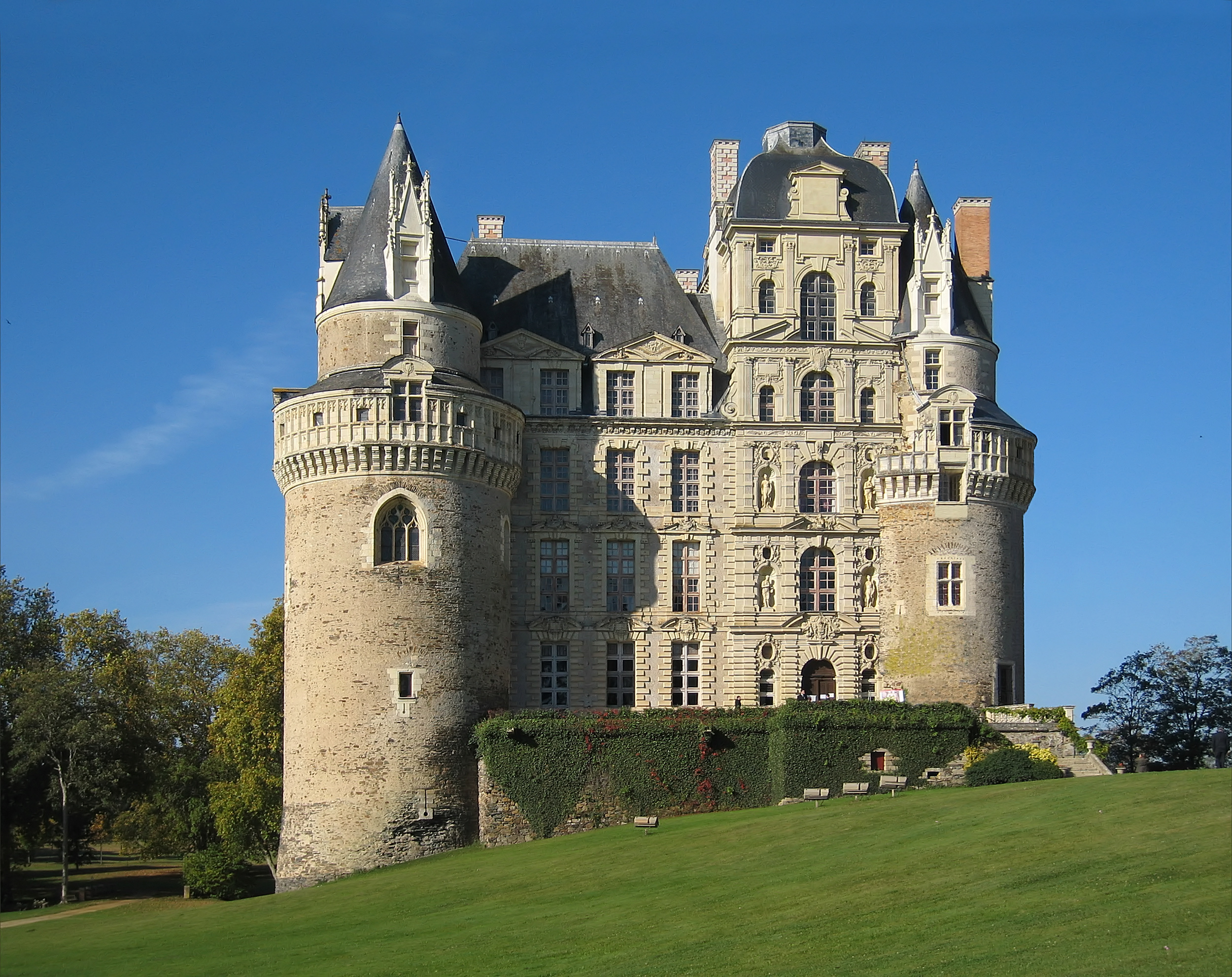
A király október 5–6. éjszakáját a brissaci kastélyban töltötte.

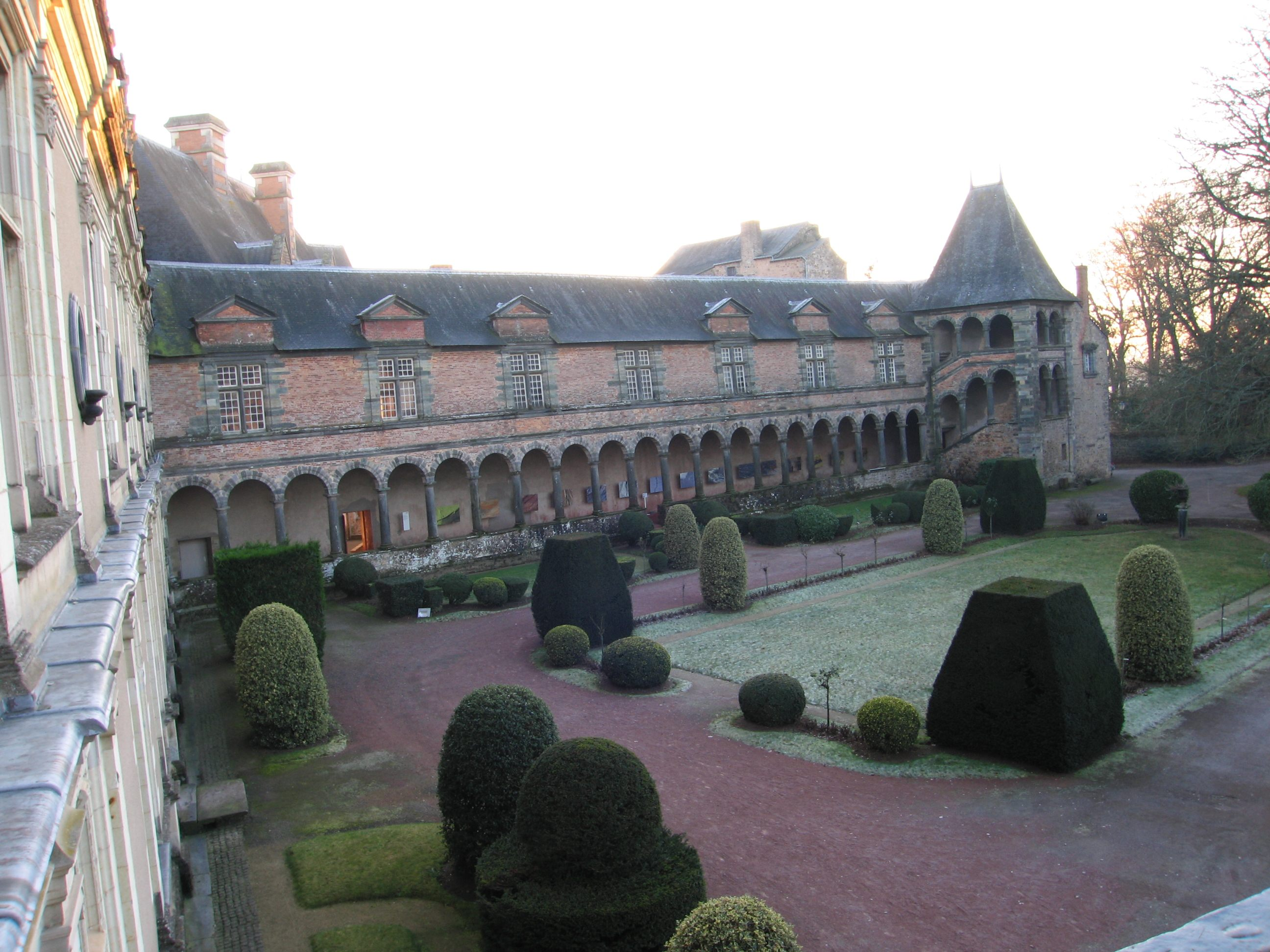
Az uralkodó Châteaubriant kastélyában vendégeskedett október 16–november 3. között.

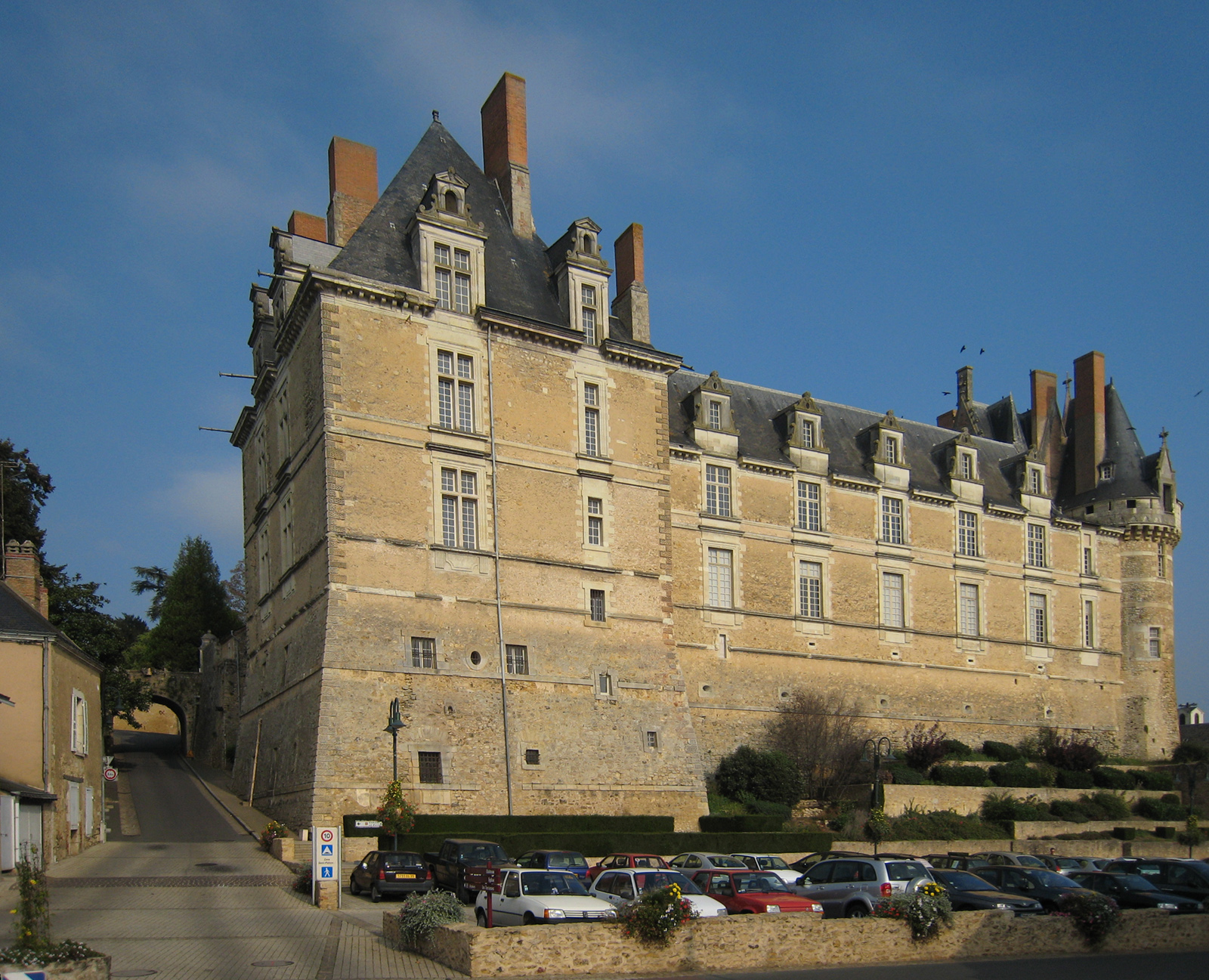
A körutazás során Durtal kastélya látta vendégül IX. Károlyt november 9–12. között.

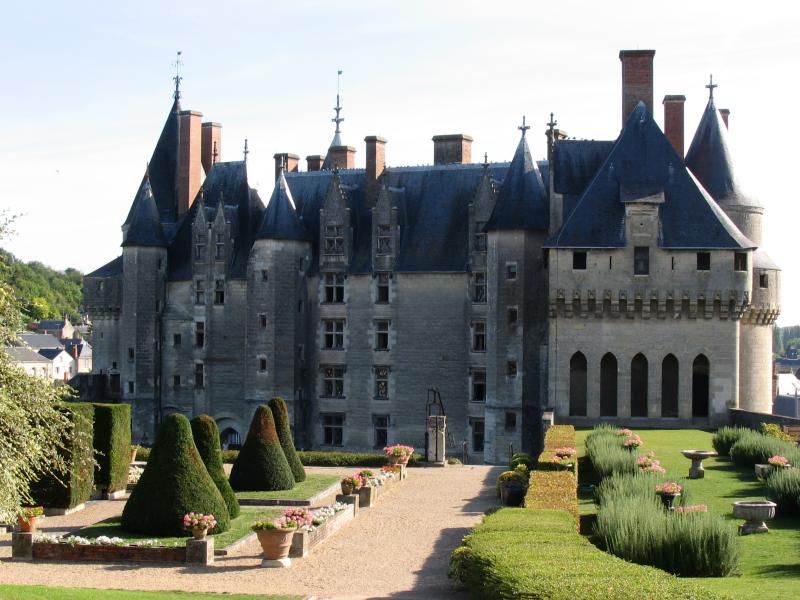
November 19–20-án a király a langeais-i kastélyban éjszakázott.

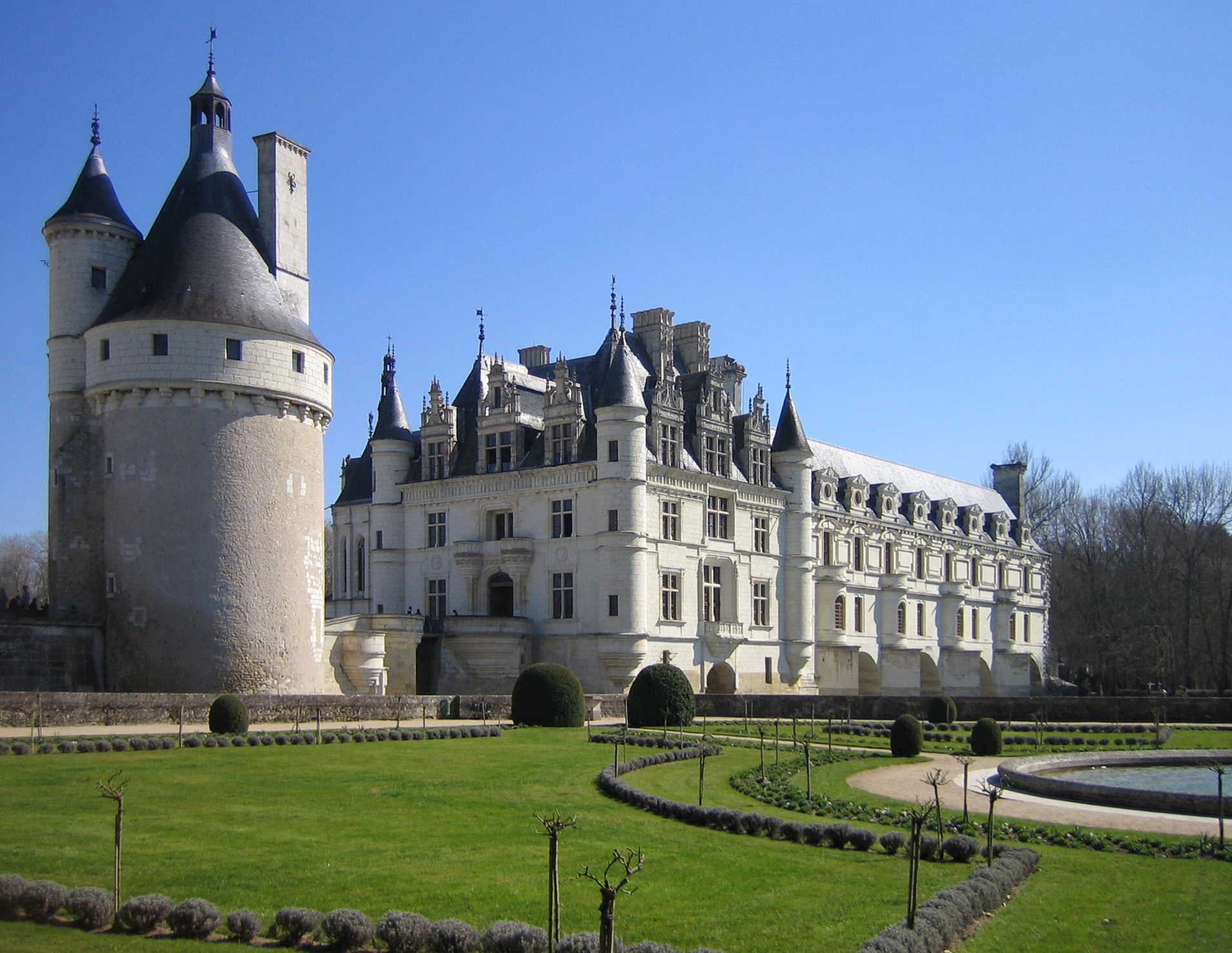
IX. Károly Chenonceau kastélyában szállt meg december 1–5. között

A királyi menet 1565. október 1-jén érkezett a Loire-völgy kastélyokról ismert vidékére, amelynek során Touraine, Anjou, Orléanais és Berry tartományokat látogatta meg, ezen kívül tett egy kisebb látogatást Bretagne délkeleti résézn október 11–november 4. között. A régióban összesen 81 napot töltött (ebből Bretagne-ban 24-et), mielőtt december 20-án távozott.
- Lerné (október 1–2.): Touraine-be érkezve a király Chavigny kastélyában száll meg, Lerné falu közelében. Másnap csak ebéd után indul tovább.
- Fontevraud (október 2–3.): október 2-án a menet már Anjou tartományba érkezik, a király Fontevraud-ban éjszakázik.
- Brézé (október 3–4.): Arthus de Maillé-Brézé fogadja a királyt brézéi kastélyában ebédre. Ezen a napon az uraság mindenkit szívesen lát, aki arra érkezik. A király nála tölti az éjszakát is.
- Martigné-Briand (október 4–5.): a király Douéban ebédel és Martigné-Briand-ban tölti az éjszakát.
- Brissac (október 5–6.): miután Allençonban (ma Terranjou) ebédel, a király a Timoléon de Cossé-Brissac gróf – az 1563-ban elhunyt I. Charles de Cossé-Brissac marsall fia – brissaci kastélyában éjszakázik, majd másnap ott is ebédel.
- Gonnord (október 6–8.): a király Timoléon gróf nagybátyja, Artus de Cossé-Brissac pénzügyi főintendáns és főétekfogó gonnord-i (ma Valanjou) kastélyában száll meg, és október 7-én itt tölti az egész napot.
- Jallais (október 8–9.): a király Chemillében ebédel, Jallais-ban éjszakázik..
- La Regrippière (október 9–10.): Jallais-ból a menet Beaupréau felé megy tovább, ahol IX. Károly ebédszünetet tart. Mivel a kastély ura, a Bourbon-házi Charles de La Roche-sur-Yon herceg súlyos beteg (október 10-én meg is halt), az uralkodó egy számára külön felállított helyiségben étkezik a kastélykertben, és nem száll meg a főúri lakban. A menet La Regrippière apátságáig halad tovább, ott tölti az éjszakát, és másnap ebéd után indul tovább.
- Le Loroux-Bottereau (október 10–11.): a király a Bretagne és Anjou határán álló kis faluban éjszakázik.

#### A bretagne-i kitérő
- Nantes (október 11–15.): IX. Károly reggel kel át a Loire-on a La Chebuette nevű tanyánál (ma Saint-Julien-de-Concelles), Thouaréban ebédel, majd éjszakára Nantes-ba érkezik, miután átszeli a város körüli nagy réteket. Másnap délután szemléli meg a városi kompániákat, és csak ezt követően végzi el ünnepélyes bevonulását. A városi méltóságok a hercegi palotában fogadják. Három napot tölt a városban, ezalatt hagyományos breton táncok (pl. trihori, passepied) bemutatóin vesz részt.
- Joué (október 15–16.): az uralkodó észak felé indul Nantes-ból, a La Galochette nevű helyen ebédel, és Jouéban éjszakázik.
- Châteaubriant (október 16–november 3.): ebéd a Moisdon nevű szegény faluban, majd érkezés Châteaubriant-ba. A kastélyban a főparancsnok, Anne de Montmorency fogadja a királyt, aki 18 napot tölt itt vendégségben. Október 20-án itt értesül a törökök máltai ostromának kudarcáról (az oszmánok szeptember 11-én adták fel végleg a négy hónapja húzódó kísérletet, miután mintegy 30000 embert vesztettek). A hírre a király örömtüzeket gyújtat október 21-én. Itteni tartózkodása idején írja alá a châteaubriant-i ediktumot, amelyben halálbüntetés terhe mellett minden kiadványt cenzúrának vétet alá, tovább minden könyvesboltot kötelez arra, hogy szerezzen be egy példányt a cenzúrázott művek sorbonne-i teológiai fakultáson összeállított katalógusából.
- La Chapelle-Glain (november 3–4.): a király visszaindul Anjou felé, útja során Erbray-ben ebédel, majd a La Motte-i kastélyban (La Chapelle-Glain község) tölti az éjszakát.

#### Visszatérés a Loire-völgybe
- Louroux (november 4–5.): Anjouba érkezve a király Candéban ebédel és Louroux-ban hál meg.
- Angers (november 5–7.): IX. Károly La Touche-aux-ânes-ban (ma Saint-Léger-des-Bois) ebédel, majd a püspöki székhelyen éjszakázik. Másnap, ebéd után megtekinti a kompániák felvonulását és ünnepélyesen bevonul a városba, ahonnan harmadnap távozik.
- Seiches-sur-le-Loir (november 7–9.): északkelet felé indulva az uralkodó a verger-i kastélyban ebédel, és két éjszakát tölt itt, VI. Louis de Rohan-Guéméné montbazoni gróf vendégeként.
- Durtal (november 9–12.): Károly a Lézigné nevű szegény faluban ebédel, átkel a Loiron, majd három éjszakát tölt a durtali kastélyban, François de Scépeaux, azaz Vieilleville marsall vendégeként.
- Baugé (november 12–13.): a király átkel a Loiron, Jarzéban ebédel, majd Baugé kastélyában alszik.
- Vernoil-le-Fourrier (november 13–14.): IX. Károly Mouliherne-ben ebédel, majd Ville-au-Fourrier kastélyában száll meg éjszakára (ma Vernoil-le-Fourrier)
- Bourgueil (november 14–19.): a király itt ebédel, majd öt napot tölt a településen.
- Langeais (november 19–20.): az uralkodó elhagyja Anjou területét, ismét belépve Touraine-be. Ingrandes-ban ebédel, majd a langeais-i kastély felé indul. A falusi lakosság fél leugányi távolságra kivonulnak a fogadására, kezükben szalmabálákkal, ami kötelességük, amikor a király először látogat hozzájuk.
- Tours (november 20–december 1.): a király a maillé-i (ma Luynes) kastélyban ebédel, átkel a Loire-on, majd a Plessis-lez-Tours-i kastélyban száll meg (ma La Riche településen). Itt tizenegy napot tölt, november 21-én ebéd után szemléli meg a tours-i kompániák felvonulását, ünnepélyesen bevonul a városba és meglátogatja a katedrálist.
- Chenonceaux (december 1–5.): de Plessis-lez-Tours-ból távozva a király La Bourdaisière kastélyában ebédel (ma Montlouis-sur-Loire) és a chenonceau-i kastélyban éjszakázik, ami az anyakirályné tulajdona.
- Amboise (december 5–6.): a király egy éjszakát tölt az amboise-i kastélyban.
- Blois (december 6–14.): ebéd Ecures-ben (ma Onzain), ahol két-három taverna van a Chaumont-sur-Loire-i kastéllyal szemközt. Touraine-ből Orléanais tartományba megy, ahol nyolc napot tölt a blois-i kastélyban.
- Cheverny (december 14–15.): a király a helyi kastélyban tölti az éjszakát.
- Romorantin (december 15–16.): ebéd Murben, éjszaka Romorantinben.
- Vierzon (december 16–17.): a menet Orléanais-ból Berry tartományba lép be. Ebéd Mennetouban, éjszaka Vierzonban.
- Mehun-sur-Yèvre (december 17–18.): IX. Károly itt hál meg.
- Bourges (december 18–19.): a király megebédel és egyetlen éjszakát tölt Berry székvárosában.
- Dun-le-Roi (december 19–20.): ebéd Saint-Justben, éjszakázás Dun-le-Roi külvárosban. Másnap elhagyja Berry tartományt.

### Bourbonnais és Auvergne
A körutazás ezt követően a közép-franciaországi tartományokat, Bourbonnais-t és Auvergne-t érintette. A király 1565. december 20-tól egészen 1566. április 9-ig, 110 napon keresztül tartózkodott itt – az idő elsöprő többségét azonban egy helyen, Moulins-ben töltötte.
- Couleuvre (december 20–21.): Bourbonnais-ba érve a király a Le Pont-de-Chargé nevű helyen ebédel (ma Le Pont de Sargy[5] Bannegonban), és Couleuvre-ben éjszakázik.
- Saint-Menoux (december 21–22.): ebéd Franchesse-ben, éjszakázás Saint-Menoux-ban, távozás msánap ebéd után.
- Moulins (1565. december 22. – 1566. március 23.): IX. Károly átkel Souvigny-n,[6] egy fahídon átkel az Allier folyón, és december 22-én ünnepélyesen bevonul Bourbonnais központjába. Az udvar 91 napon át marad a városban, így ez lesz a leghosszabb megálló az egész körutazás során. 1566. január 29-én a király parancsára a katolikus I. Henri de Guise herceg és a protestáns tábort vezető, Guise apjának meggyilkoltatásával vádolt II. Gaspard de Coligny admirális kibékülve összeölelkezik. Az uralkodó februárban itt írja alá a királyi birtok elidegenítésének szabályait rögzítő, Michel de L’Hospital kancellár által előkészített moulins-i ediktumot, amivel megalapozza a közjavak kezelésére vonatkozó későbbi jogszabályokat. Márciusban a király tizenöt napon át betegeskedik, az utazás csak felgyógyulását követően, március 23-án, ebéd után indul újra útnak.
- Bessay (március 23–24.): az első éjszakai megálló Moulins után.
- Varennes (március 24–26.): IX. Károly két éjszakát tölt itt, március 25-én részt vesz Gyümölcsoltó Boldogasszony ünnepén.
- Vichy (március 26–27.): ebéd Saint-Germain-des-Fossés-ban, éjszakázás egy Vichy melletti kicsiny apátságban.
- Maringues (március 27–28.): Vichyből távozva a király átkel az Allier-n egy hosszú, kellemetlen fahídon. A folyó túlpartján Auvergne tartományba érkezik. Ebédjét a kis, szegény Saint-Priest-Bramefant-ban költi el, majd Maringues-ben éjszakázik.
- Busséol (március 28–29.): a király Pont-du-Château kastélyában száll meg, III. François de Curton márkinál, majd fahídon ismét átkel az Allier-n, és az anyakirályné tulajdonában lévő busséoli vár felé veszi az irányt. A kicsiny várban tölti az éjszakát, majd másnap ebéd után indul tovább.
- Vic-le-Comte (március 29–30.): keskeny, hegyi utakon keresztül az uralkodó mindössze hat kilométer után megáll Vic-le-Comte-ban, és ott tölti az éjszakát.
- Saint-Saturnin (március 30–31.): Vic-le-Comte-ból a király harmadjára is átkel az Allier felett, ezúttal egy hajóhídon. Átszeli Saint-Amant-t és a Medici Katalin birtokát képező Saint-Saturnin várában tölti az éjszakát, ahonnan csak másnap ebéd után indul tovább.
- Clermont (március 31–április 3.): a király március 31-én érkezik Auvergne fővárosába. Április 1-jén megtekint egy cseppkőképző forrást a városon kívül, ami állítólag addigra hidat képzett egy folyó számára. Április 2-án IX. Károly a szomszédos Montferrand-ban ebédelt, majd ünnepélyesen bevonult Clermont-ba.
- Aigueperse (április 3–4.): Clermont-t elhagyva a menet átszeli Riomot és Aigueperse-ben éjszakázik.
- Chantelle (április 4–5.): Auvergne-t elhagyva a körút ismét Bourbonnais tartományban folytatódik. Az uralkodó fahídon kel át a Sioule felett Ébreuil-nél, majd a Saint-Léger-apátságban ebédel. Éjszakára északabbra vonul, Chantelle kastélyába.
- Montmarault (április 5–6.): ebéd a La Coût nevű tanyán (ma Target), és a Montmarault közelében lévő serre-i várban tölti az éjszakát.
- Cosne-en-Bourbonnais (április 6–8.): ebéd a Les Brets nevű tanyán (ma Villefranche-d'Allier), alvás Cosne-en-Bourbonnais-ban (ma Cosne-d'Allier). Április 7-én a faluban ünnepli a virágvasárnapot.
- Lurcy-Lévis (április 8–9.): a király Theneuille-ben ebédel, majd Torsy-ban éjszakázik. Április 9-én észak felé indul tovább, Grossouvre várában ebédel, majd elhagyja Bourbonnais-t.

### Visszatérés Párizsba
Bourbonnais-ből a királyi menet visszatér Párizsba, ennek során Nivernais, Burgundia, Champagne és Île-de-France tartományokat kell átszelnie.
- La Guerche-en-Nivernais (április 9–10.): éjszakázás La Guerche-en-Nivernais-ben (ma La Guerche-sur-l'Aubois), immár Nivernais tartományban.
- La Charité (április 10–16.): ebéd Aubigny-ban, átkelés a Loire-on La Chariténál, majd ünnepélyes bevonulás a városba. Itt öt napot tölt a nagyhét, valamint húsvétvasárnap és húsvéthétfő (április 14–15.) alkalmából.
- Donzy (április 16–17.): IX. Károly Auxerre felé indul, Narcy-ban ebédel és Donzy-ban tölti az éjszakát.
- Sougères-en-Puisaye (április 17–18.): a menet bevonul Entrains-be, ahol a király megebédel, majd a pesselière-i kastélyban száll meg (ma Sougères-en-Puisaye).
- Auxerre (április 18–19.): miután megebédel Ouanne-ban, Nivernais-t elhagyva a király Burgundiába érkezik, és Auxerre püspöki városába érkezik, ahol egyetlen éjszakát tölt.
- Joigny (április 19–20.): a király Sens felé indul, átkel a Yonne-on, az auxerre-i püspökök régennes-i kastélyában (ma Appoigny) ebédel, majd belép Champagne területére, ahol Joigny-ban éjszakázik.
- Villeneuve-le-Roi (április 20–21.): az uralkodó Armeau-ban ebédel, majd Villeneuve-le-Roi-ban (ma Villeneuve-sur-Yonne) tölti az éjszakát.
- Sens (április 21–23.): több mint két év után IX. Károly ismét Sens-ba érkezik, és április 22-én itt tölti az egész napot.
- Bray-sur-Seine (április 23–24.): ebéd Sergines-ben, éjszakázás Bray-sur-Seine-ben.
- Nangis (április 24–25.): a király a bray-i hídon kel át a Szajnán, Mons-ban ebédel, Nangis-ban hál meg.
- Montceaux (április 25–30.): miután Touquinban ebédel, IX. Károly az édesanyja birtokához tartozó montceaux-i kastélyban tölti az éjszakát, és itt tölt négy teljes napot.
- Saint-Maur-des-Fossés (április 30–május 1.): miután Bussy-Saint-Georges-ban ebédel, a király Île-de-France tartományba érkezik. Saint-Maur-des-Fossés-nál kel át a Marne-on, és itt tölti a nagy körutazás utolsó éjszakáját.

Május 1-jén IX. Károly távozik Saint-Maurból, és Párizsba érkezve hajdani nevelőnőjénél, egyben édesanyja bizalmasánál, a humanista műveltségű Marie-Catherine de Pierrevive-nél – Albert de Gondi későbbi retzi herceg, marsall édesanyjánál – ebédel Saint-Honoré külvárosban. Az utazás során két évig, három hónapig és hat napig volt távol a fővárostól; ez idő alatt 902 leuga (több mint 2900 km) távolságot tett meg.

## Bibliográfia
Nyomtatott források
- Abel Jouan: Recueil et discours du voyage du Roy Charles IX. (franciául) Paris: Jean Bonfons. 1566.
- Abel Jouan: Voyage de Charles IX en France. In  Charles de Caschi, marquis d’Aubais: Pièces fugitives pour servir à l'histoire de France. I (franciául) Paris: Hugues-Daniel Chaubert, Claude Hérissant. 1759.   521–594. o.
- Les Lettres de pardon du voyage de Charles IX (1565-1566). (franciául) Szerk. Michel Nassiet. (hely nélkül): Droz. 2010.  = Société de l'Histoire de France,  .

Tanulmányok
- Pierre Champion, Catherine de Médicis présente à Charles IX son royaume, 1564-1566, Paris, Éditions Bernard Grasset, 1937, 494 [sur les aspects diplomatiques et politiques essentiellement].
- Victor E. Graham, William McAllister Johnson, The Royal Tour of France by Charles IX and Catherine de’ Medici. Festivals and Entries, 1564-1566, Toronto, University of Toronto Press, 1979.
- Jean Boutier, Alain Dewerpe, Daniel Nordman, Un Tour de France royal. Le Voyage de Charles IX (1564-1566), Paris, Aubier, 1984. ISBN 2-7007-3758-X, présentation en ligne.
- Étienne Vaucheret, « Les Fêtes de cour durant le tour de France de Charles IX (1564-1566) » in Noémie Hepp (dir.), La cour au miroir des mémorialistes, 1530-1682, Klincksieck, collection « Actes et colloques », 1991, 13-26.
- Caroline zum Kolk, Itinéraire de Catherine de Médicis. Les lieux de séjour de C. de Médicis d’après sa correspondance (1529-1588), Paris, Cour de France.fr, 25 janvier 2008.
- Jérémie Foa, « Le bêtisier du Tour de France royal : bévues, ratés et incompréhensions dans les entrées de Charles IX (1564-1566) » Archiválva 2016. március 8-i dátummal a Wayback Machine-ben. Session de la table ronde Les entrées royales. Légitimation implicite et fabrique du consentement, 23 septembre 2008, Centre d'Études Supérieures de la Renaissance, Tours. Conférence enregistrée par Canalc2.

## Fordítás
- Ez a szócikk részben vagy egészben  a   Grand tour de France de Charles IX című francia Wikipédia-szócikk ezen változatának fordításán alapul.  Az eredeti cikk szerkesztőit annak laptörténete sorolja fel. Ez a jelzés csupán a megfogalmazás eredetét és a szerzői jogokat jelzi, nem szolgál a cikkben szereplő információk forrásmegjelöléseként.